# Madonna
Madonna Louise Ciccone (n. 16 august 1958, Bay City, Michigan, SUA) este o cântăreață americană, actriță, producătoare și compozitoare de muzică pop, câștigătoare a șapte premii Grammy, laureată a două premii Globul de Aur și autoare de cărți. Este supranumită „Regina muzicii pop”. Născută în Bay City, Michigan și crescută în Rochester Hills, Michigan, Madonna s-a mutat în New York City pentru a deveni dansatoare. Și-a lansat albumul de debut în 1983, de pe care trei melodii au ajuns în top 20 în Statele Unite. După o interpretare memorabilă la prima ediție a MTV Video Music Awards din 1984 a piesei „Like a Virgin”, obține primul hit în Statele Unite și Australia. Albumul care poartă numele piesei a ajuns de asemenea pe locul 1 în Billboard 200. În anul 1985 in timpul filmărilor pentru videoclipul piesei Material Girl îl întâlnește pe Sean Penn cu care se mărită chiar de ziua ei, pe 16 august 1985. În același an joacă în Căutând-o pe Susan pentru care primește recenzii pozitive. În 1986 lansează True Blue care produce multiple hituri 1 în toată lumea, și este nominalizată la premiile Grammy pentru cântecul „Crazy for You” de pe coloana sonoră a filmului Nebun după tine. În 1987 joacă în Who's That Girl care este primit rece de către critică și public, însă coloana sonoră se dovedește a fi un succes în topuri, melodia „Who's That Girl” devenind un hit internațional, iar turneul cu același nume a fost un succes comercial și critic. După divorțul de Sean Penn din 1989, se întoarce cu unul din cele mai apreciate albume ale ei, Like a Prayer, primul videoclip de pe acesta stârnind puternice controverse.
În 1990 joacă în Dick Tracy, de pe coloana sonoră a acestuia lansând hitul internațional „Vogue”, iar melodia „Sooner or Later” primește premiul Oscar pentru „Cel mai bun cântec original”. Mai târziu în același an pornește în turneul de succes, Blond Ambition, care primește titlul de „cel mai bun turneu al anului” din partea  Rolling Stone . În 1991, prima ei compilație de hituri, The Immaculate Collection este lansată, primul single „Justify My Love” fiind interzis pe MTV datorită conținutului sexual. În anul următor își continuă cariera de actriță în Liga feminină de baseball, tema muzicală a filmului „This Used To Be My Playground”, ajungând al zecelea hit al Madonnei ce ocupă locul 1 în topul Billboard Hot 100. Începând cu 1992, Madonna a explorat și mai mult sexualitatea umană, lansând o carte intitulată SEX, un videoclip erotic de pe albumul Erotica, un turneu - The Girlie Show Tour și joacă în două thrillere erotice, toate acestea stârnind controverse, critici și scăderi în vânzări. De pe albumul Bedtime Stories (1994) se evidențiază melodiile „Secret” și „Take a Bow”, aceasta din urmă fiind a 11-ea melodie a cântăreței care ajunge pe locul 1 în Billboard Hot 100, cu toate că a ratat top 10 în Marea Britanie. Videoclipul a câștigat premiul MTV VMA pentru „Cel mai bun videoclip al unei artiste” din 1995. În 1996 Madonna este distribuită în cel mai de succes film al ei, Evita pentru care primește Globul de Aur pentru „Cea mai bună actriță” și premiul Oscar pentru „Cel mai bun cântec original”. În timpul filmărilor, aceasta rămâne însărcinată cu antrenorul ei personal, Carlos Leon, de care se desparte la scurt timp. Albumul din 1998 primește recenzii calde de la critici, primind trei premii Grammy și șase MTV Video Music Awards, „Frozen” și „Ray of Light” devenind hituri de top 5 în toată lumea.
În 2000, Madonna ajunge din nou în vârful topului Billboard, cu albumul Music și singleul cu același nume. După căsătoria cu Guy Ritchie din același an, rămâne din nou gravidă, dând naștere de această dată unui băiat. În 2001, se întoarce pe scenă cu turneul Drowned World Tour, unul din cele mai de succes turnee ale anului. În 2002 primește Zmeura de Aur pentru rolul din Naufragiați și lansează „Die Another Day” care este nominalizat la premiile Grammy dar și la Zmeura de Aur. Videoclipul este al doilea cel mai scump videoclip produs vreodată. În 2003, cântăreața șochează prin violența și mesajul anti-război din videoclipul „American Life” de pe albumul cu același nume; American Life a devenit cel mai slab vândut album din cariera cântăreței. Confessions on a Dance Floor (2005) a readus-o în atenția publicului, primul single „Hung Up” ajungând pe locul 1 într-un record de 45 de țări, iar albumul a câștigat un premiu Grammy. Turneul care a promovat albumul a avut încasări record Pe 10 martie 2008 a fost introdusă în Rock and Roll Hall of Fame. În mai 2008 se întoarce cu Hard Candy, care a fost criticat ca fiind o încercare a Madonnei de a se menține în vârf. În timpul turneului de promovare a acestuia s-a făcut publică vestea că artista va divorța de Guy Ritchie. Turneul a devenit cel mai de succes turneu al unui artist solo.

## Biografie

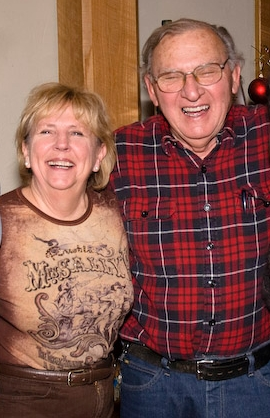
Tony Ciccone și soția sa Joan, în 2009

Madonna și-a petrecut întreaga copilărie în Pontiac, suburbie a orașului Detroit. Tatăl ei se numea Silvio Anthony „Tony” Ciccone și era un inginer de origine italiano-americană. Mama, Madonna Louise Fortin, avea să moară bolnavă de cancer la sân în decembrie 1963, când fetița ei avea cinci ani. Tatăl s-a recăsătorit cu Joan Gostafson, angajata familiei.
Împotriva voinței tatălui ei, Madonna începe să ia lecții de dans la vârsta de 14 ani, avându-l ca profesor pe Chrystopher Flynn. A frecventat cursurile școlii Rochester Adams High School, unde s-a remarcat prin rezultatele școlare și ca membră a echipei de majorete. Și-a încheiat studiile preuniversitare în 1976, iar în 1978 a intrat la Facultatea de Dans din Michigan. În anul următor, cu doar 35 de dolari în buzunar, Madonna se mută în New York, având în vedere începerea unei cariere de dansatoare. Vorbind despre mutarea în New York, Madonna a declarat că „A fost prima dată când am mers cu avionul, prima dată când am mers cu taxiul. Am venit aici cu 35 $. A fost cel mai curajos lucru pe care l-am făcut vreodată”.

### Debutul și «Like a Virgin» (1982 - 1985)
| „Like a Virgin” (1985)                                                                                   |
| |
| Piesa a propulsat-o pe Madonna la statulul de star, devenind unul din cele mai cunoscute cântece ale ei. |

Madonna pe o gondolă în videoclipul „Like a Virgin”. Definit de bluze din dantelă, fuste purtate peste pantaloni, bijuterii cu teme creștine (cruci) și părul decolorat, stilul Madonnei a influențat puternic moda anilor 1980.

În 1982, Madonna întemeiează formația muzicală Breakfast Club, în cadrul căreia a fost bateristă și cântăreață. După ce pleacă din formație, Madonna pornește un nou astfel de proiect, numit Emmy. În același an, o înregistrare demonstrativă a Madonnei ajunge la un producător al casei de discuri Sire Records, iar după puțin timp apare piesa „Everybody”, primul disc single al cântăreței. Deși piesa nu a intrat în Billboard Hot 100, a atins poziția 7 în Bubbling Under, clasament care ține evidența cântecelor apropiate de intrarea în Hot 100, și locul 3 în Billboard Dance Music/Club Play. La scurt timp, sunt lansate piesele „Burning Up” și „Holiday”, cel din urmă fiind primul ei single care intră în topul Billboard Hot 100). În anul următor apare pe piață albumul de debut, Madonna, care primește recenzii pozitive, de pe care cântăreața mai lansează două piese: „Borderline” și „Lucky Star”. Ambele piese intră în top 10, iar albumul ajunge pe locul 8 în topul albumelor din S.U.A.
Maniera de a se îmbrăca a Madonnei, de a poza și de a interpreta în videoclipuri și concerte a influențat vizibil tinerele anilor '80. Definit de bluze din dantelă, fuste purtate peste pantaloni, bijuterii cu teme creștine (cruci) și părul vopsit, acest stil distinct a avut un larg răsunet în moda acelor ani (apărând termenul de „Madonna wannabe”) și chiar de mai târziu.
Cel de-al doilea album, Like a Virgin, e lansat în 1984 și devine primul ei album clasat pe locul întâi în S.U.A., iar piesa eponimă va fi interpretată de Madonna la MTV Video Music Awards, unde cântăreața iese dintr-un tort îmbrăcată într-o rochie de mireasă, stârnind controverse datorită coregrafiei provocatoare. Cântecul a rămas timp de șase săptămâni în Billboard Hot 100 pe locul 1, devenind primul ei hit în clasamentul american. Albumul a mai produs trei hituri de top 5 în Australia, Irlanda, Regatul Unit și Statele Unite: „Material Girl”, „Angel” și „Dress You Up”. În 1985, Madonna contribuie cu un rol episodic în filmul Nebun după tine interpretând rolul unei cântărețe de bar. De pe coloana sonoră a filmului sunt lansate două piese: „Crazy for You” și „Gambler”. Primul menționat avea să devină un mare șlagăr în țările anglofone, atingând locul 1 în Australia, Canada și Statele Unite. Like a Virgin a fost numit de către National Association of Recording Merchandisers și Rock and Roll Hall of Fame ca fiind unul din cele „200 albume decisive ale tuturor timpurilor”. În iulie se lansează filmul Căutând-o pe Susan, cu Madonna în rolul principal. Pentru a promova filmul, cântăreața a compus o nouă piesă, „Into the Groove”, care a ajuns primul hit clasat pe locul 1 în Regatul Unit al cântăreței, fiind inclusă în varianta europeană a albumului Like a Virgin.
În același an cântăreața se căsătorește cu actorul Sean Penn pe care-l cunoscuse pe platourile de filmare ale videoclipului „Material Girl” și pleacă într-un turneu nord-american, The Virgin Tour. Deși criticile primite au fost nefavorabile, toate cele 17.622 de bilete pentru cele trei spectacole de la Radio City Music Hall din New York s-au vândut într-un timp record de 34 de minute. Datorită cererii ridicate de bilete de pe tot parcursul continentului, Madonna a fost nevoită să mute unele dintre spectacole în săli mai mari. În luna iulie a aceluiași an, revistele Penthouse și Playboy au publicat un număr de poze alb-negru nud, făcute de Madonna la sfârșitul anilor '70. Cu toate că a luat măsuri în instanță, cântăreața nu a putut opri publicarea acestora. La concertul de caritate Live Aid, care avusese loc chiar în timpul apogeului scandalului, Madonna a făcut o referire critică la întâmplare spunând că nu-și dă jos geaca în ciuda căldurii deoarece „s-ar putea să-mi facă rău peste zece ani”.

### Dezvoltarea artistică (1986 - 1991)
În 1986 se lansează discul True Blue, care va deveni cel mai bine vândut album al Madonnei din toate timpurile – 19 milioane de exemplare comercializate internațional. Albumul a ajuns pe prima poziție în 28 de țări, fapt catalogat de Cartea Recordurilor ca fiind „fără precedent”. Cu acest album, muziciana atinge faima mondială, toate cele cinci piese promovate comercializându-se în câteva mii de exemplare. Primul single extras, „Live to Tell”, a fost folosit și pentru a promova filmul în care apărea Sean Penn, At Close Range, balada bucurându-se de succes critic și comercial. Piesa „Papa Don't Preach” a fost subiectul unei controverse pricinuite de mesajul său: o adolescentă îi spune tatălui ei că va naște un copil din flori. În ciuda polemicilor aprinse, Madonna a primit o nominalizare la premiile Grammy pentru cântec. Ultimul extras pe single, „La Isla Bonita”, s-a bucurat de un succes uriaș, în special în Europa, ocupând locul 1 în Austria, Elveția, Franța, Germania, Regatul Unit. Celelalte extrase pe single au fost „True Blue” și „Open Your Heart”, bucurându-se de asemenea de popularitate.
În 1987 apare al cincilea film cu Madonna, totodată al treilea în care joacă un rol important: Cine-i fata?. Reacțiile negative ale criticii amintesc de eșecul filmului anterior, Shangai Surprise. Cine-i fata se dovedește a fi și o nereușită la public; totuși, coloana sonoră a filmului produce două hit-uri de top 3 în Billboard Hot 100: „Who's That Girl” și „Causing a Commotion”, un al treilea single, „The Look of Love”, fiind lansat doar în Europa. Cele trei piese promovate au fost interpretate în turneul Who's That Girl Tour. Piesa „Causing a Commotion” a fost interpretată și în turneul Blond Ambition Tour. De atunci, Madonna nu a mai cântat niciodată în fața publicului aceste melodii. Primul turneu mondial al Madonnei, Who's That Girl Tour, a avut încasări mari. 70.000 de oameni au asistat numai la primul concert din Londra, cinci dintre ei fiind apoi spitalizați. Papa Ioan Paul al II-lea i-a somat pe italieni să nu asiste la concertele Madonnei.
În 1988, cântăreața divorțează de Sean Penn; renunță pentru un an de zile la cariera muzicală, lansând doar un album cu piese remixate, You Can Dance. Discul cuprinde compoziții de pe primele trei albume, fiind printre primele albume de remixuri lansate. A fost inclusă și o piesă nelansată anterior, „Spotlight” (respinsă pe albumul True Blue), lansată doar în Japonia, unde s-a bucurat de succes, atingând locul 3. Albumul s-a vândut într-un milion de exemplare în Statele Unite, fiind comercializat în cinci milioane în toată lumea. În același an, a apărut pe Broadway în piesa Speed The Plow scrisă de David Mamet.

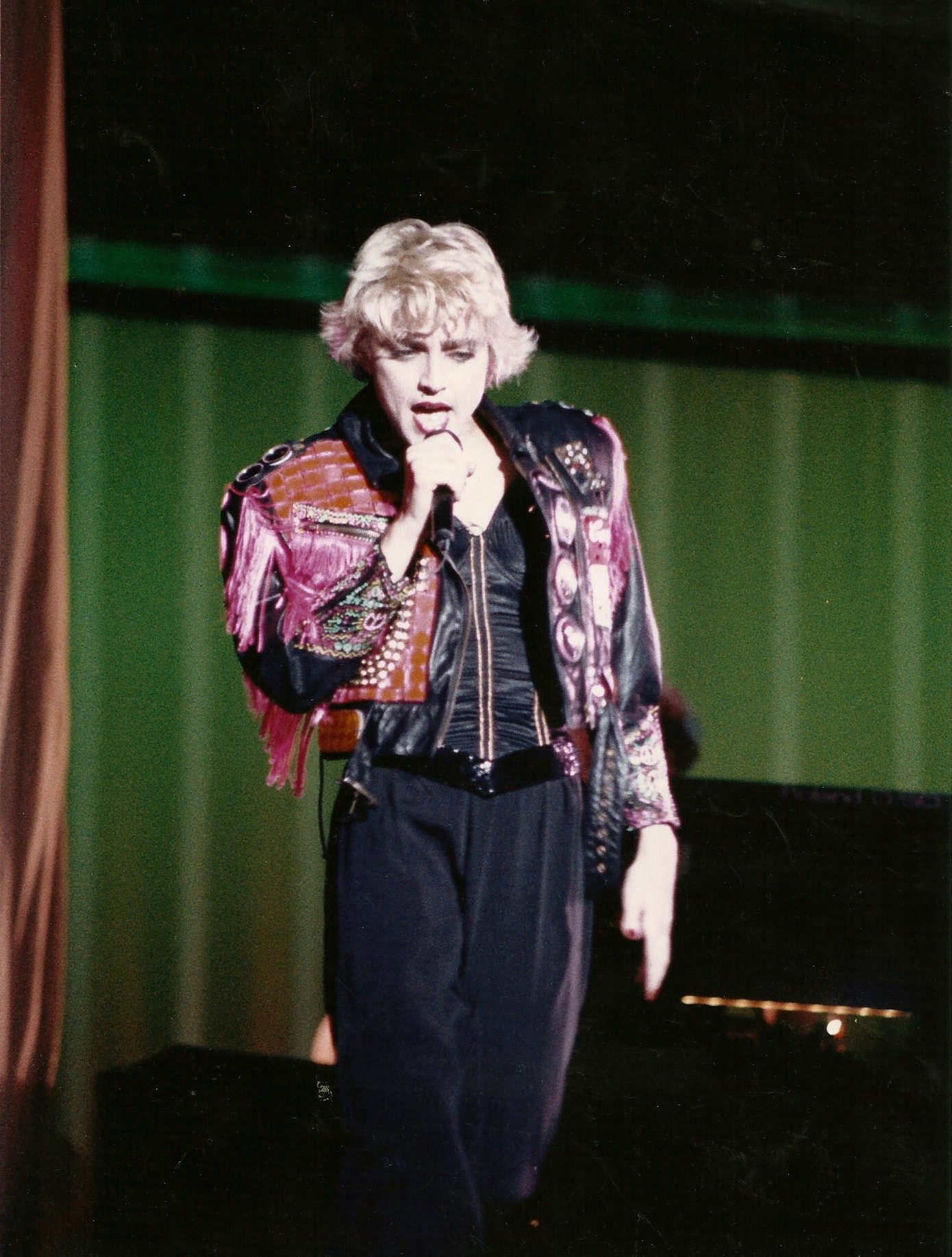
Madonna interpretând „Into the Groove” în 1987

Un an mai târziu, în 1989, se lansează discul Like a Prayer, foarte apreciat de critici, care se arătaseră până atunci rezervați în privința cântăreței, revista Rolling Stone descriindu-l, în recenzia originală, ca fiind atât de aproape de artă, cât permite muzica pop. Piesele de pe noul disc au fost scrise și produse în colaborare cu Patrick Leonard și Stephen Bray. Albumul a ajuns pe primul loc în clasamentul albumelor din America, Madonna devenind astfel primul artist cu trei albume de studio consecutive clasate pe locul 1 în Billboard 200, după seria de opt produsă de Rolling Stones între 1971-1981. Videoclipul cu același nume a provocat polemici aprinse: cântăreața apare având o relație amoroasă cu un sfânt de culoare și sunt incendiate mai multe cruci. În ciuda controversei, mesajul acestuia, respingerea rasismului, a fost apreciat; în prezent, continuă să fie considerat unul din cele mai șocante, dar și de calitate, producții video, de public, cât și de publicațiile de specialitate. Cântecul, de asemenea, este inclus pe lista celor mai bune cântece înregistrare vreodată, datorită melanjului de genuri: pop, rock, dance, gospel, soul, disco.
De pe album au fost promovate șase piese: „Like a Prayer” a ajuns pe locul întâi în 15 state, inclusiv Australia, Canada, Italia, Japonia, Regatul Unit și Statele Unite, în primele două fiind cel mai de succes cântec al anului. „Express Yourself” a fost al doilea extras pe single și a fost de asemenea primit cu recenzii pozitive și succes comercial. Videoclipul a fost inspirat de filmul expresionist german al lui Fritz Lang Metropolis; acesta o prezintă pe Madonna pe o serie de trepte, purtând un costum bărbătesc și monoclu, apucându-se de părțile intime, în timp ce bărbați la bustul gol, angajați ai unei fabrici, își trăiesc viața la baza acestora. Creația avea să fie apreciată pentru puternicul mesaj feminist pe care-l transmite, cântăreața fiind apreciată pentru înlăturarea barierelor sexelor, mulți observând standardul dublu al societății în privința femeii și a bărbatului pe care artista îl prezenta. În prezent, mai multe publicații, precum Billboard, Rolling Stone sau Time îl consideră unul din cele mai bune videoclipuri realizate vreodată, revista Slant Magazine numindu-l în 2003 cel mai bun videoclip al tuturor timpurilor. Comercial, discul single s-a clasat în top cinci în toate clasamentele în care a activat, atingând locul întâi în Canada, Elveția și Italia, precum și locul doi în Belgia, Noua Zeelandă și Statele Unite. „Cherish” a atins a doua poziție a clasamentului Billboard Hot 100, devenind al 16-lea hit consecutiv de top cinci al solistei, un record susținut și azi; „Oh Father” avea să doboare recordul, clasându-se doar pe locul 20. „Dear Jessie” a fost lansat în Europa iar „Keep It Together” în America de Nord, devenind șlagăre de top 10.
Tot în 1989, Madonna încheie un contract cu PepsiCo, devenind imaginea companiei. Reclama conținea imagini cu Madonna dansând, precum și imagini din copilăria ei, pe fundalul noii ei piese, „Like a Prayer”. Când videoclipul piesei a fost lansat, criticile s-au îndreptat și asupra spotului publicitar, cu toate că reclama nu conținea nimic controversat. Spotul a fost retras de către companie, însa Madonna și-a păstrat cele cinci milioane de dolari câștigate, din moment ce ea și-a respectat partea de contract.

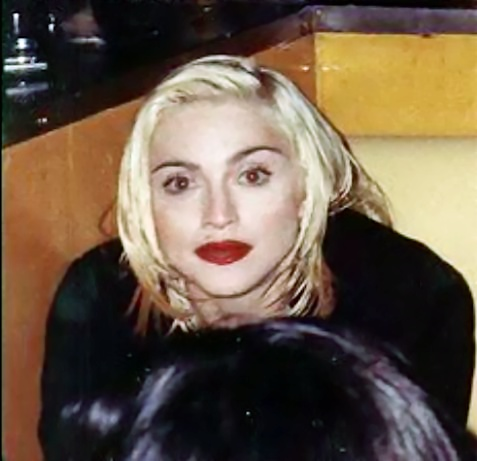
Madonna în 1990

În 1990, Madonna se întoarce în lumea filmului cu pelicula Dick Tracy, în rolul Breathless Mahoney, alături de Warren Beatty, Al Pacino, Dustin Hoffman și Dick Van Dyke. Pe platourile de filmare, cântăreața începe o relație amoroasă cu Beatty.
Coloana sonoră a filmului a apărut pe discul I'm Breathless: Music from and Inspired by the Film Dick Tracy, unde a fost inclusă și piesa dance „Vogue”,  devenită unul din cele mai mari hit-uri ale cântăreței, precum și al muzicii pop în general, atingând prima poziție în peste 30 de țări, între care Statele Unite, Canada, Japonia și Marea Britanie. A fost cel mai bine vândut extras pe single al anului 1990, fiind comercializat în peste două milioane de exemplare internațional, suma totală depășind șase milioane în prezent. Criticii i-au oferit recenzii pozitive, fiind numit al patrulea cel mai bun cântec al anului, clasament realizat de Pazz & Jop al revistei The Village Voice. Videoclipul, realizat alb-negru este un tribut adus perioadei „de aur” a Hollywood-ului, muziciana imitând mai multe vedete, precum Greta Garbo, Marilyn Monroe, Marlene Dietrich, Katharine Hepburn, Jean Harlow și Bette Davis. Acesta a fost de asemenea primit cu recenzii bune de critici, primind nouă nominalizări la MTV Video Music Awards. Cântăreața a interpretat piesa „Vogue” la decernarea premiilor MTV din 1990, Madonna și dansatorii ei fiind îmbrăcați ca nobilii francezi ai secolului al XVIII-lea, cântăreața amintind de înfățișarea Mariei Antoinette. 
Albumul mai conține și piesa câștigătoare a unui premiu Oscar, „Sooner or Later”, recompensată la secțiunea „Cel mai bun cântec original”.
Din aprilie până în august 1990, Madonna a susținut un turneu mondial, Blond Ambition Tour. Acesta a cuprins America de Nord, Europa și Japonia. Cântăreața a lansat încă o controversă, simulând masturbarea în timpul piesei „Like a Virgin”, lucru care aproape a dus la arestarea ei în Canada. Acesta a fost turneul unde au fost prezentate pentru prima oară scandaloasele sutiene conice create de Jean-Paul Gaultier. Turneul a fost declarat cel mai bun turneu al anului 1990 de revista Rolling Stone.

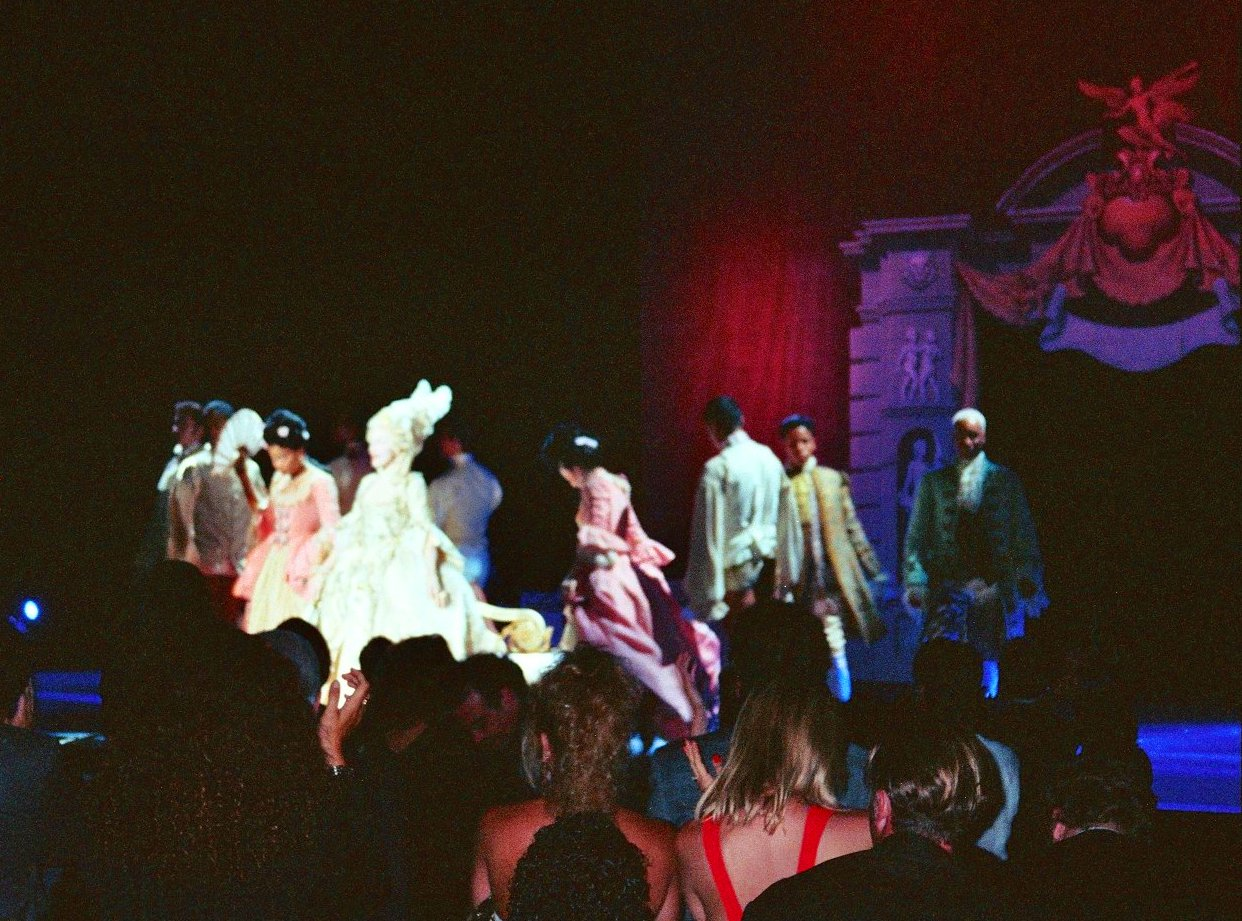
Interpretarea piesei „Vogue” de la premiile MTV din 1990 a fost apreciată pentru efectul vizual dat acesteia.

În 1991, la Festivalul de Film de la Cannes a fost prezentat documentarul În pat cu Madonna (lansat în America de Nord sub numele Adevăr sau provocare), în care apăreau cele mai bune momente ale turneului mondial Blond Ambition Tour și filmări din culise. Documentarul a primit recenzii pozitive din partea criticii. La ora actuală, este al șaptelea cel mai bine vândut documentar al tuturor timpurilor, cu încasări de aproximativ 15 milioane de dolari. La sfârșitul anului, Madonna și-a lansat primul disc de colecție, The Immaculate Collection, parodiere a sintagmei The Immaculate Conception (ro. „Concepția imaculată”, doctrină catolică privitoare la Fecioara Maria). Albumul conține 17 piese, dintre care 15 deja binecunoscute și două noi – „Justify My Love” și „Rescue Me”.
Cântecul „Justify My Love” reprezenta teritoriu nou pentru solistă, atât prin faptul că versurile sunt vorbite, nu cântate, cât și prin faptul că explora muzica trip hop. Videoclipul a fost interzis de postul de televiziune MTV din cauza conținutului său erotic. Casa de discuri a decis să îl lanseze în format VHS, devenind primul disc single video; avea să fie comercializat în peste 400.000 de exemplare. Discul single cu piesa s-a comercializat în peste un milion de exemplare în perioada promovării, astfel că i-a oferit Madonnei un nou hit internațional, clasându-se pe locul unu în Canada, Finlanda și Statele Unite și top 10 în mai multe țări.
În anul următor, Madonna joacă în pelicula Liga feminină de baseball alături de Geena Davis, Tom Hanks, Jon Lovitz, Lori Petty și Rosie O'Donnell. Criticii au considerat jocul actoricesc al Madonnei convingător, însă s-a spus că faptul datorează mult asemănărilor între personalitatea actriței și rolul jucat. Filmul a avut încasări de peste 132 milioane. „This Used To Be My Playground” a fost tema muzicală a filmului, ajungând al zecelea șlagăr al Madonnei clasat pe prima poziție a topului Billboard Hot 100.

### «Erotica» și «Evita» (1992 - 1997)
Pe 20 octombrie 1992, Madonna lansează al șaselea album de studio, Erotica, iar a doua zi cartea Sex, o lucrare cu fotografii de Steve Meisel. În carte, celebrități ca Isabella Rossellini, Naomi Campbell și rapperul Vanilla Ice apăreau împreună cu Madonna, în situații care înfățișau fantezii erotice ale cântăreței (unele dintre ele cu caracter sadomasochist și lesbian). Deși cartea a avut parte de recenzii negative, mulți considerând-o o mișcare calculată pentru a crește vânzările albumului, toate librăriile și-au epuizat stocul, iar acum este cartea out of print cea mai căutată din lume.
Albumul a fost primit cu recenzii mixte și pozitive din partea criticilor de specialitate. Comercial, nu s-a bucurat de aceeași popularitate ca albumele de studio precedente, atingând totuși prima poziție a clasamentelor din Australia și Franța și locul doi în Regatul Unit și Statele Unite, fiind primul ei album de studio ce nu atinge prima poziție în aceste două state, după albumul de debut în 1983. Erotica a fost comercializat în peste 5.000.000 de exemplare, fiind unul din cele mai slab vândute albume ale muzicienei.

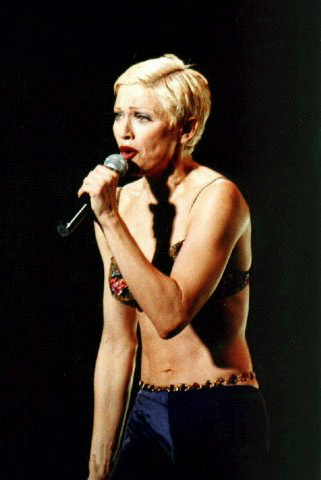
Madonna în timpul turneului mondial „The Girlie Show” în 1993.

Albumul a fost promovat de șase extrase pe single, apariții televizate și un turneu mondial. Primul single, „Erotica”, a divizat criticii: Robert Christgau l-a numit ca fiind una din cele mai bune piese ale anului, în timp ce revista Rolling Stone a criticat compoziția, considerând că lipsește romantismul din „Justify My Love” și are un ton prea rece. Comercial, de asemenea, nu s-a bucurat de același succes ca lansările anterioare: deși a ocupat prima poziție în Eurochart Hot 100 și Italia, în Statele Unite a atins doar locul trei, când toate lansările anterioare (inclusiv compilații și coloane sonore), cu excepția albumului de debut, produseseră single-uri ce aveau să ajungă pe locul întâi. Videoclipul explorează teme sexuale, inclusiv BDSM, fiind difuzat de MTV doar după ora 12 noaptea. „Deeper and Deeper” a fost primit cu recenzii pozitive din partea criticilor  și s-a clasat în top 10 în câteva țări, precum Canada, Irlanda, Regatul Unit, și Statele Unite. „Bad Girl” a devenit cel mai slab clasat single al Madonnei din ultimii zece ani în majoritatea clasamentelor, inclusiv în Billboard Hot 100, unde a atins locul 36, fiind prima ei lansare clasată ce nu a ajuns în top 20. Următoarele trei extrase pe single au continuat să obțină poziții medii în topuri, evidențiindu-se totuși „Rain”, atât din punct de vedere critic, cât și comercial.
Pentru a promova albumul, cântăreața a pornit într-un nou turneu, The Girlie Show. Turneul a iscat controverse din cauza dansatoarelor topless și în momentului în care, în timpul unui spectacol în Puerto Rico, artista și-a frecat steagul statului gazdă între picioare.
Tot în 1993, Madonna, joacă alături de Willem Dafoe în filmul erotic Body of Evidence. Filmul a fost primit rece de către critici, primind 6 nominalizări la premiile Zmeura de Aur; artista a primit premiul pentru „Cea mai slabă prestație pentru o actriță în rolul principal”.
După multe controverse, Madonna aduce publicului un nou album, Bedtime Stories, unul mai liniștit și totodată romantic, cu scopul de a contrabalansa discul anterior. Acesta a avut influențe de R&B și a ajuns pe locul 3 în Billboard 200, 2 în Marea Britanie și Franța. De pe albumul apărut în 1994 sunt extrase piesele de succes „Secret” și „Take a Bow”. Ambele piese au intrat în top 3 în Statele Unite, „Take a Bow” ajungând să se claseze pe prima poziție pentru șapte săptămâni, devenind cel mai mare hit al artistei în top, însă a devenit unul din puținele cântece ale acesteia care ratează top 10 în Marea Britanie. „Bedtime Story”, compus parțial de Bjork, a fost al treilea single și a beneficiat de un clip experimental, inspirat de picturile unor artiste precum Frida Kahlo și Remedios Varo. Piesa a ajuns numai pe locul 42 în Statele Unite, devenind prima melodie a Madonnei care ratează top 40, din 1984 până atunci.
„Human Nature” a fost menită să „închidă gura” criticilor care i-au condamnat albumul Erotica, cartea Sex și filmul Body of Evidence, prin versuri ca „Ops, nu știam că nu pot vorbi despre sex, nu-mi pare rău, e natura ființei umane”. Videoclipul piesei a primit două nominalizări la premiile MTV VMA pentru „Cel mai bun videoclip dance” și „Cea mai bună coreografie”. În 1995 apare Something to Remember, care cuprinde cele mai faimoase balade ale Madonnei și piese noi precum „I Want You”, cover după Marvin Gaye, „You'll See” și „One More Chance”. „I Want You” a fost inițial primul single, filmându-se și un videoclip pentru acesta, însă datorită reacției reci venite din partea posturilor radio și a televiziunilor, acesta a fost anulat ca single, iar „You'll See” a fost lansat la numai două săptămâni de la debutul acestuia. Albumul a fost vândut în aproximativ 8 milioane de copii în toată lumea.
După puțin timp, Madonna joacă în filmul care i-a marcat cariera, Evita, unde o interpretează pe prima doamnă argentiniană, Eva Perón. Madonna a câștigat Globul de Aur. pentru interpretarea sa . Printre actrițele despre care se zvonea că vor obține rolul sau care dăduseră audiții se numără Meryl Streep, Barbra Streisand, Glenn Close, Olivia Newton-John și Michelle Pfeiffer. De pe albumul care a însoțit filmul, Madonna a lansat trei melodii, „You Must Love Me” (SUA #18, UK #10), „Don't Cry for Me Argentina” (SUA #8), UK #3) și „Another Suitcase in Another Hall” (U.K. #7). Piesa „Don't Cry for Me Argentina” a fost inclusă și pe al doilea album greatest hits al artistei, GHV2.

### Un nou apogeu (1998 - 2002)

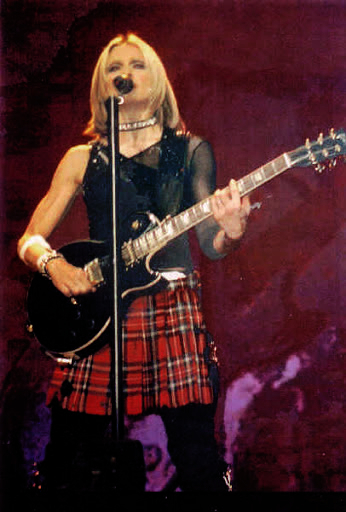
Madonna la Drowned World Tour în 2001

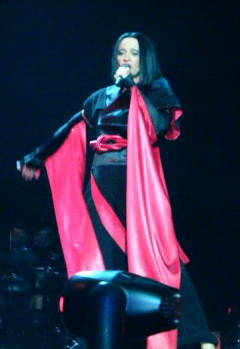
Madonna la Drowned World Tour în 2001 interpretând Frozen

În 1998, după trei ani în care nu a lansat niciun album de studio nou, Madonna se întoarce cu un stil nou, cu influențe de muzică electronică și cu o estetică mistică, influențată de religiile orientale (hinduism, budism) și de credința Cabala. Albumul a inclus teme ca spiritualitatea, faima și viața de mamă. Ray of Light a fost albumul cel mai bine primit de critică  după Like a Prayer. Cu acest album, Madonna câștigă diferite premii, printre care și 3 premii Grammy.  Aici ies în evidență piesele de mare succes „Frozen” și „Ray of Light”, ambele hit-uri top 5 în jurul lumii, inclusiv Australia, Canada, SUA și Marea Britanie. Piesa „Ray of Light” a primit nouă nominalizări MTV VMA, câștigând cinci dintre acestea, inclusiv „Videoclipul anului”.
De pe album au mai fost promovate piesele „The Power of Good-Bye” și „Nothing Really Matters”. Datorită proastei strategii de promovare, ultima melodie a ajuns numai până pe locul 93 în Statele Unite, devenind cea mai joasă poziție a artistei în topul Billboard.
În 1999 Madonna mai lansează un succes, „Beautiful Stranger”, cântecul atingând nr. 19 în Statele Unite, chiar fără să fie lansat, și top 5 în jurul lumii(nr. 1 în Canada, nr. 2 în Marea Britanie, nr. 4 Spania și nr. 5 Australia).
În 2000 Madonna joacă într-un nou film, Ce e mai bun în viață, primul ei film de la Evita (1996). Pe coloana sonoră include două melodii: balada „Time Stood Still” și un cover după melodia clasică a lui Don McLean, „American Pie”. Tot în 2000 apare Music, din nou cu influențe electronice, dar de data aceasta cu o estetică country. Music a rămas în topurile internaționale mai multe săptămâni, devenind unul dintre marile succese din întreaga carieră a cântăreței, debutând pe prima poziție în Marea Britanie și Statele Unite. Melodia „Music” este până în prezent ultimul No.1 în Billboard Hot 100 al Madonnei. Versiunea albumului Music lansată în afara Statelor Unite conține „American Pie” ca bonus track.
În 2001 Madonna pleacă în turneul mondial Drowned World Tour, primul ei turneu de la The Girlie Show Tour în 1993. Turneul a promovat ultimele două albume, Ray of Light și Music. Turneul a fost lansat pe DVD în noiembrie 2001 pentru a coincide cu lansarea celui de-al doilea „greatest hits”, GHV2. Acesta conține câteva din hit-urile artistei din 1993 până în 2001, printre care „Erotica”, „Deeper and Deeper”, „Secret”, „Don't Cry for Me Argentina”, „Frozen” și „Music”, cu toate că unele au fost omise: „You'll See, „I'll Remember” sau „American Pie”. În 2002 a jucat în filmul Naufragiați, regizat de soțul ei, Guy Ritchie, iar spre sfârșitul anului a lansat hit-ul „Die Another Day” de pe coloana sonoră a noului film James Bond, Die Another Day. Melodia a fost nominalizată la Globurile de Aur pentru „Cel mai bun cântec original”  și la Zmeura de Aur pentru „Cel mai prost cântec original”.

### Succes fluctuant (2003 - 2006)

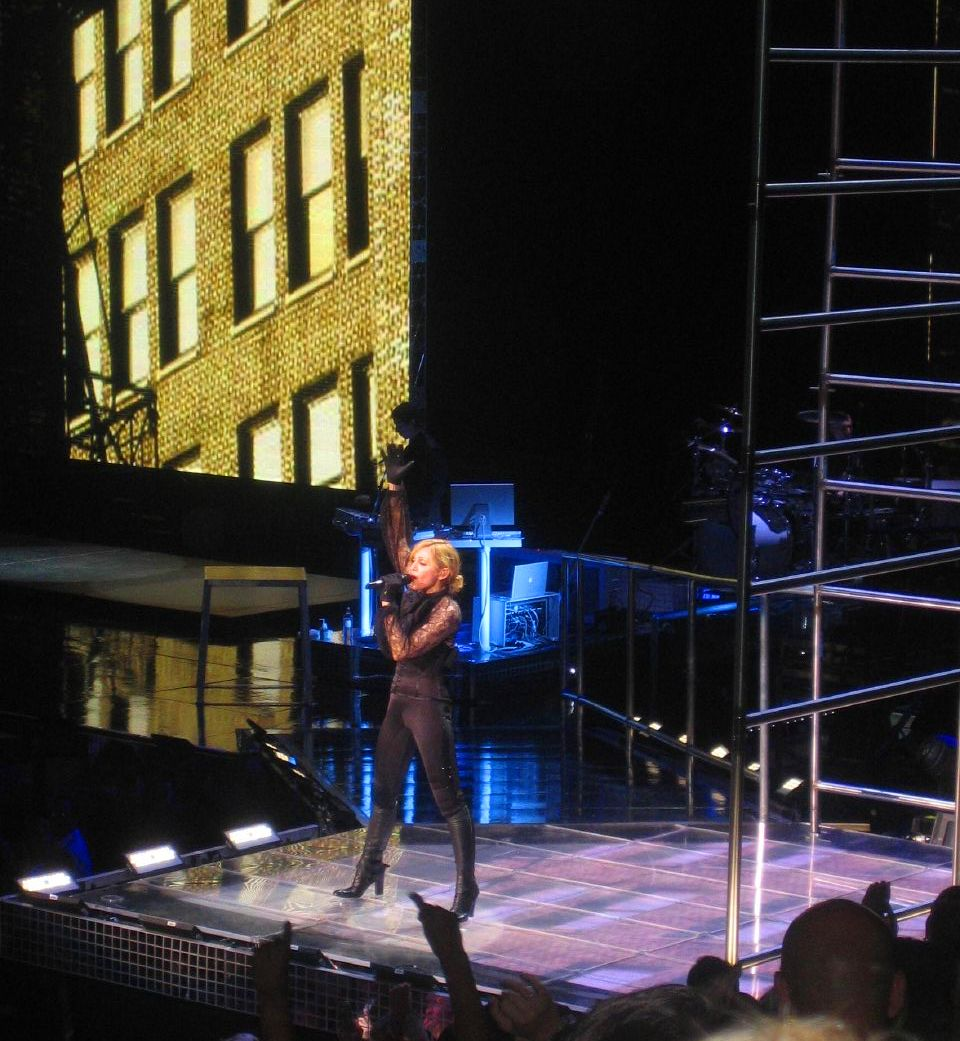
Madonna în turneul Confessions (2006), ce a devenit cel mai de succes turneu al unei artiste solo. Cântăreața și-a depășit singură recordul odată cu turneul Sticky & Sweet din 2008, ce a devenit al doilea cel mai profitabil al tuturor timpurilor.

În 2003, influențată de climaticul antebelic dintre Statele Unite și Irak, Madonna lansează American Life, un album cu un mesaj politic și critic, care sprijinea filozofia anti-război. Al doilea videoclip de pe acest album, (primul fiind „Die Another Day”) „American Life”, este retras de la televiziune de către însăși cântăreața, din respect pentru soldații aflați în război. 
În acest clip, ea aruncă o grenadă într-o sosie a lui George W. Bush, președinte al Statelor Unite, care o folosește ca brichetă pentru a-și aprinde un trabuc. La câteva zile după retragerea videoclipului, este lansată o a doua versiune a acestuia, în care apar drapelele țărilor lumii, lucru care face din acest al doilea clip unul mai pașnic. American Life este unul dintre discurile care nu au făcut mare vâlvă în cariera Madonnei, dacă luăm în considerare indicii scăzuți ai vânzărilor, fiind cel mai puțin vândut album al artistei. Mesajul cântăreței a fost interpretat de mulți americani ca fiind o lipsă de patriotism, multe din posturile de radio americane refuzând să-i mai difuzeze piesele. Ca urmare, următoarele ei piese - „Hollywood” , „Nothing Fails” și „Love Profusion” - nu au intrat în Billboard Hot 100, pentru prima dată în 20 de ani. Pe lângă această controversă, albumul a fost prost primit de criticii muzicali, fiind numit „obosit”, „copleșitor” „fără profunzime și nememorabil”.

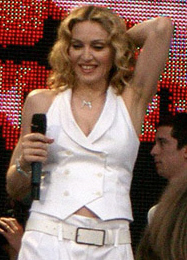
Madonna la concertul cartiabil Live 8 din 2005

În anul 2004 Madonna a plecat într-un turneu mondial, Re-Invention Tour, pentru a promova albumul American Life, în care a interpretat mari succese ale carierei sale pe lângă piesele de pe album. Turneul s-a încheiat la Lisabona în Portugalia, cu două spectacole la Pavilhão Atlântico (Pavilionul Atlantic), pe 13 și 14 septembrie. Pe durata turneului a fost filmat un nou documentar I´m Going to Tell You a Secret, care prezintă detalii despre viața personală a Madonnei, fiind văzut ca o continuare pentru În pat cu Madonna. Documentarul a fost înscris la mai multe festivaluri de film din 2005, dar a fost respins. Acesta a sfârșit prin a fi difuzat la televiziune în toamna lui 2005.
În ianuarie 2005, cântăreața interpretează un cover după piesa „Imagine” a lui John Lennon, la un concert de caritate, care strângea bani pentru victimele tsunamiului din Asia. Tot în 2005 artista a interpretat trei cântece la concertul Live 8.
În 2005, Madonna revine după eșecul cu American Life și lansează albumul câștigător a unui premiu Grammy, Confessions on a Dance Floor, după critică, unul dintre cele mai bune albume ale sale. Apărut într-un stil dance cu influențe retro, primul single, „Hung Up”, rivalizează marele succes din anii 1970 al formației ABBA, „Gimme Gimme Gimme”, atingând primele locuri în topurile muzicale din 45 de țări (inclusiv România) - un record absolut. Madonna a interpretat noul său single, „Hung Up” în premieră, la gala premiilor MTV Europa de la Lisabona.
Discul a fost piratat pe internet la scurt timp după lansare, lucru care a înfuriat-o pe aceasta. În anul 2006, Madonna a lansat al doilea single de pe albumul Confessions on a Dance Floor, intitulat „Sorry”. Acesta a intrat în UK Official Charts direct pe locul 1, Madonna devenind astfel artista cu cele mai multe hit-uri #1 în Marea Britanie. În ciuda succesului limitat în Statele Unite, „Hung Up” și „Sorry” au stabilit recorduri în clasamentele dance, fiind singurele piese care au ocupat prima poziție în același timp în Billboard Club Play, Billboard Dance Singles Sales, Billboard Dance Radio Airplay, în timp ce Confessions on a Dance Floor era pe locul 1 în topul Billboard al albumelor electronice.
„Get Together”, al treilea single de pe acest album nu a avut un succes atât de mare comparativ cu anterioarele, atingând locul 10 în Marea Britanie și 21 în România. Al patrulea și ultimul clip de pe albumul Confessions on a Dance Floor a fost „Jump”, care a debutat în Marea Britanie direct pe locul 9, iar în România, a ajuns pe locul 6. Artista deține recordul pentru cele mai multe #1 în topul dance din Statele Unite.

### Un nou contract și «Hard Candy» (2007 - 2009)
Pe 16 mai 2007, Madonna a lansat o piesă valabilă numai digital, numită „Hey You”, care a fost imnul concertelor Live Earth, fiind valabilă gratis timp de o săptămână. Artista a interpretat „Hey You” alături de alte trei cântece la concertul de caritate din Londra. 
În octombrie 2007 cântăreața a anunțat că va părăsi casa de discuri Warner Bros., devenind artistul fondator al unei noi case de discuri, Live Nation. Contractul cu Warner Bros. s-a terminat odată cu albumul din 2008, Hard Candy și o compilație a fost lansată în toamna anului 2009. Ultimul album de studio sub contractul cu Warner Bros, se numește Hard Candy și a fost lansat pe 19 aprilie 2008. Acesta conține piese compuse de Madonna, Timbaland, Justin Timberlake și Pharrell.

Madonna interpretând „Hung Up” în timpul concertului de caritate Live Earth. În timpul aceluiași concert, solista a cântat și „Hey You”, imnul seriei de concerte susținute în întreaga lume.

În decembrie 2007, Madonna a fost inclusă în Rock and Roll Hall of Fame, fiind unul dintre cei cinci artiști introduși în 2008. Ceremonia a avut loc pe 10 martie 2008.

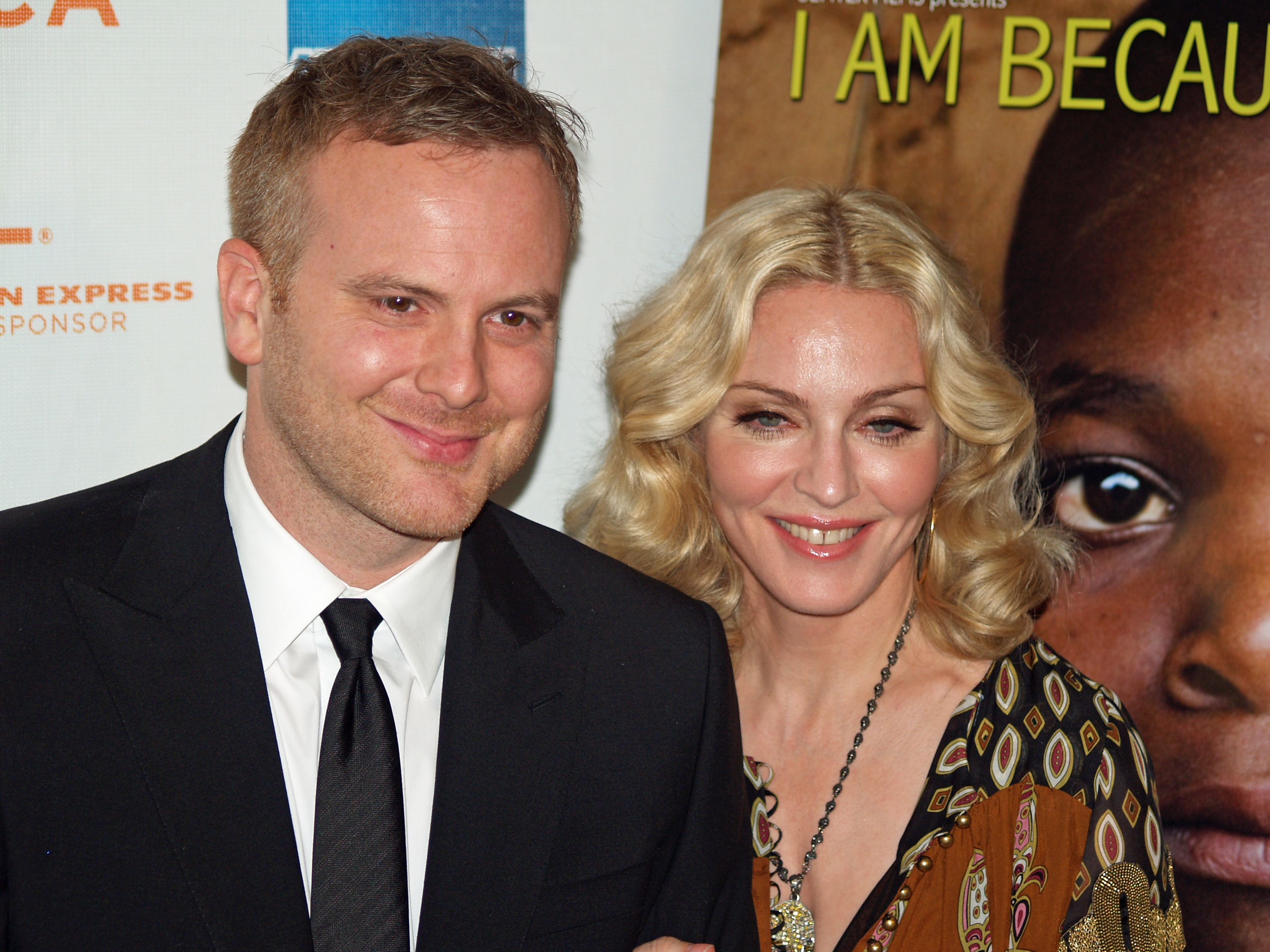
Madonna și Nathan Rissman la lansarea documentarului „I Am Because We” la Festivalul de Film de la Tribeca din 2008

Madonna a regizat primul ei film, intitulat Filth and Wisdom, și a participat în calitate de producător și scenarist la realizarea filmului I Am Because We Are, un documentar care prezintă problemele prin care trec locuitorii din Malawi, regizat de fostul ei grădinar, Nathan Rissman. Filth and Wisdom a primit recenzii mixte de la presa britanică. The Times a spus că Madonna ar trebui să fie mândră, în timp ce The Daily Telegraph a descris filmul ca fiind „un efort nu total ne-promițător, dar [Madonna] ar trebui să rămână la slujba de zi”. The Guardian a oferit o recenzie pozitivă documentarului I Am Because We Are, după prezentarea acestuia la Festivalul de la Cannes, spunând că „[Madonna] a venit, a văzut și a cucerit cel mai mare festival de film din lume”.
Primul single de pe albumul Hard Candy a fost „4 Minutes”, cântec pentru care Madonna a filmat un videoclip împreună cu Justin Timberlake și Timbaland. Acesta a devenit încă un hit de top 5 pentru artistă, în Marea Britanie (a debutat pe locul 7 dar, datorită descărcărilor digitale, trei săptămâni mai târziu a ajuns să ocupe prima poziție). „4 Minutes” a devenit al 60-lea hit de top 10 al artistei, o performanță mai mare decât a oricărei alte cântărețe. De asemenea, piesa a ajuns pe locul 3 în Billboard Hot 100, ocupând această poziție timp de două săptămâni. Acesta este single-ul artistei care a ocupat cea mai înaltă poziție în același top, din 2000 până în prezent, fiind primul ei hit de top 10 din 2005, când „Hung Up” a ajuns pe locul 7. Odată cu clasarea cântecului în top 10, Madonna a devenit artistul cu cele mai multe piese în top 10, record deținut înainte, timp de 37 de ani, de Elvis Presley. În România, „4 Minutes” a debutat pe locul 95, ajungând pe locul 1 la scurt timp. Al doilea single de pe album a fost „Give It 2 Me”, care a devenit un succes de top 10 în majoritatea țărilor în care a fost difuzat. În Japonia, „Miles Away” a fost al doilea single de pe album și al treilea internațional. Deși în Japonia a ajuns în top 5, în restul lumii piesa a fost un eșec , debutând pe locul 39 în Marea Britanie, dar coborând apoi din top și devenind primul cântec al Madonnei care ratează top 20, nefiind inclus nici în Billboard Hot 100 și în topul australian.
La sfârșitul lunii august, Madonna a plecat în al șaptelea turneu mondial al său, intitulat Sticky & Sweet Tour. Turneul a fost efectuat în Europa, America de Nord și America de Sud și a devenit, potrivit Live Nation, cel mai de succes turneu al unui artist solo, cu peste 280 de milioane de dolari încasați din doar 58 de reprezentații, reușind să stabilească recorduri de audiență pe Stadionul Wembley, în peninsula Iberică, în Muntenegru, Elveția dar și pe Madison Square Garden. Spectacolul a stârnit controverse puternice datorită faptului că, în timpul interludiului video „Get Stupid”, imaginea candidatului la președinția Statelor Unite, John McCain, a fost folosită alături de cea a lui Hitler și Mugabe, iar cea a contra-candidatului său, Barack Obama alături de cea a Maicii Tereza, Gandhi și John Lennon. Pe 19 februarie 2009 pe site-ul oficial al Madonnei s-a anunțat că aceasta va veni în România pe 26 august, concertul fiind inclus în partea a doua a turneului Sticky & Sweet. La terminarea celei de-a doua părți a turneului, în Tel Aviv pe 2 septembrie, turneul a devenit al doilea cel mai de succes turneu al tuturor timpurilor, având încasări de 408 milioane de dolari, record întrecut doar de formația rock veterană Rolling Stones.
În 2009, Madonna s-a decis să mai adopte un copil din Malawi. Deși inițial primise dreptul de a o adopta pe Mercy James, o fetiță de patru ani, acesta i-a fost retras deoarece, conform legilor din Malawi, pentru a adopta un copil, tutorele trebuie să locuiască în această țară cel puțin un an. Avocatul cântăreței, Alan Chinula, a afirmat că va începe un proces pentru aceasta. Totuși, Curtea Supremă din Malawi a anulat decizia anterioară, cântăreața reprimind pe 12 iunie dreptul de a o adopta pe Mercy James.

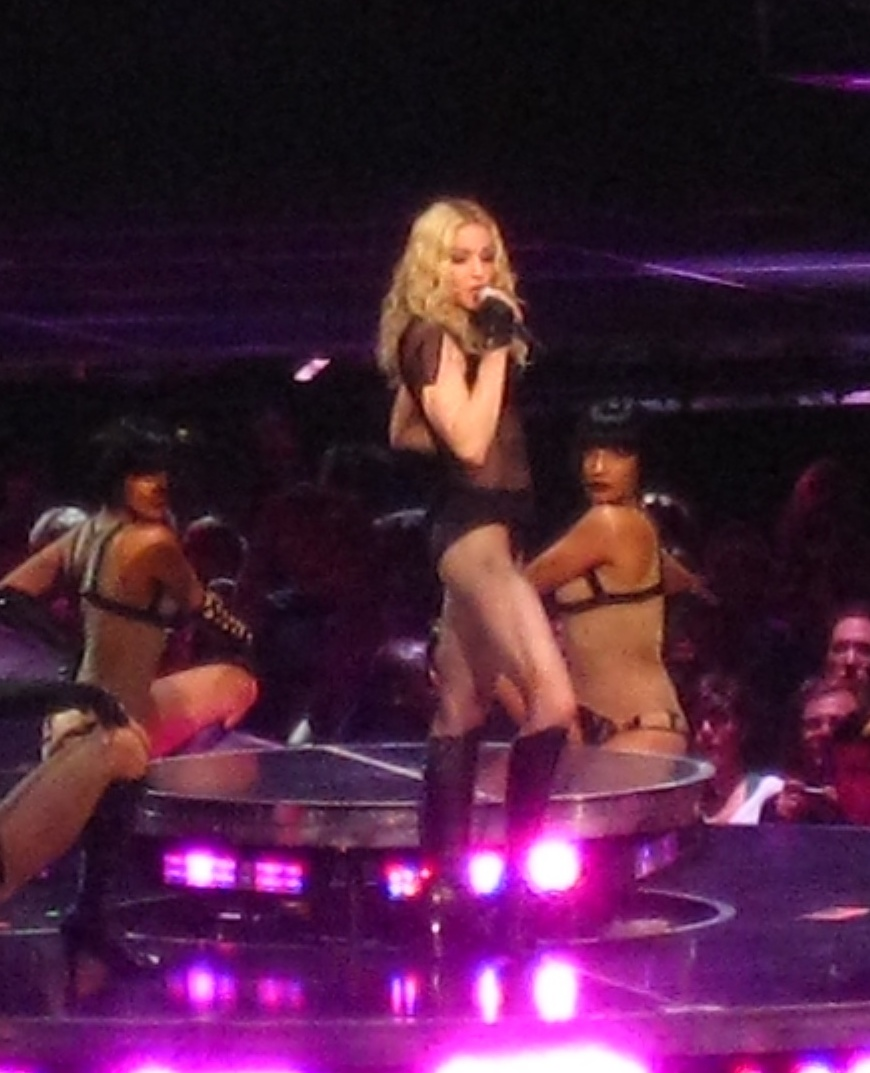
Madonna interpretând hitul „Vogue” în timpul turneului de promovare a albumului Hard Candy, Sticky & Sweet.

Life with My Sister Madonna, o controversată carte de fratele Madonnei, Christopher Ciccone, a fost lansată pe 14 iulie 2008. Cartea a debutat pe locul 2 în topul best-sellerelor publicat de New York Times. Cartea a fost publicată fără permisiunea cântăreței și a dus la o distanțare între cei doi frați, publicistul Madonnei, Liz Rosenberg, comentând astfel o posibilă împăcare: „cartea fiind aproape de publicare, mă îndoiesc că asta se va mai întâmpla vreodată.”.
În ianuarie 2009, Madonna a colaborat cu fotograful Steven Meisel pentru colecția Louis Vuitton de primăvară/vară. Directorul de creație, Marc Jacobs, o contactase pe cântăreață în acest scop după ce o văzuse live în timpul unui concert din turneul Sticky & Sweet din Paris. Artista a lucrat și cu designer-ul Ed Hardy pentru a lansa încă o colecție de haine, de această dată ale ei, după ce a fost contactată de Christian Audigier.
Pe 2 martie 2009, Madonna a primit premiul „Japan Gold International Artist of the Year” din partea RIAJ pentru vânzările albumului Hard Candy.
În aprilie, Madonna a donat 500.000 dolari americani victimelor cutremurului din L'Aquila, Italia. În urma cutremurului devastator ce a afectat Haiti în ianuarie 2010, solista a donat 250.000 de dolari americani victimelor, interpretând apoi „Like a Prayer” în timpul teledonului organizat de Wyclef Jean.
În aceeași lună, Madonna a confirmat că s-a întors în studioul de înregistrări pentru a înregistra piese cu Paul Oakenfold pentru ultimul ei album contractual cu Warner Bros. Records, o compilație de hituri. Acest album, intitulat Celebration, conține 34 dintre hiturile solistei, începând cu prima piesă lansată, „Everybody”. Pentru a promova albumul, a fost lansat un single cu același nume. În luna iunie, Madonna a fost numită de revista Forbes, a treia cea mai „puternică” vedetă, după Angelina Jolie și Oprah Winfrey. Albumul a debutat pe locul 1 în Marea Britanie, devenind al 11-lea ei album care ocupă această poziție, fiind la egalitate cu Elvis Presley pentru titlul de a avea cele mai multe albume de un artist solo clasate pe locul 1, fiind depășiți doar de The Beatles. Muziciana a fost cel mai difuzat artist la radioul britanic în perioada 2000 - 2010.

### «W.E.» și «MDNA» (2010 - 2013)

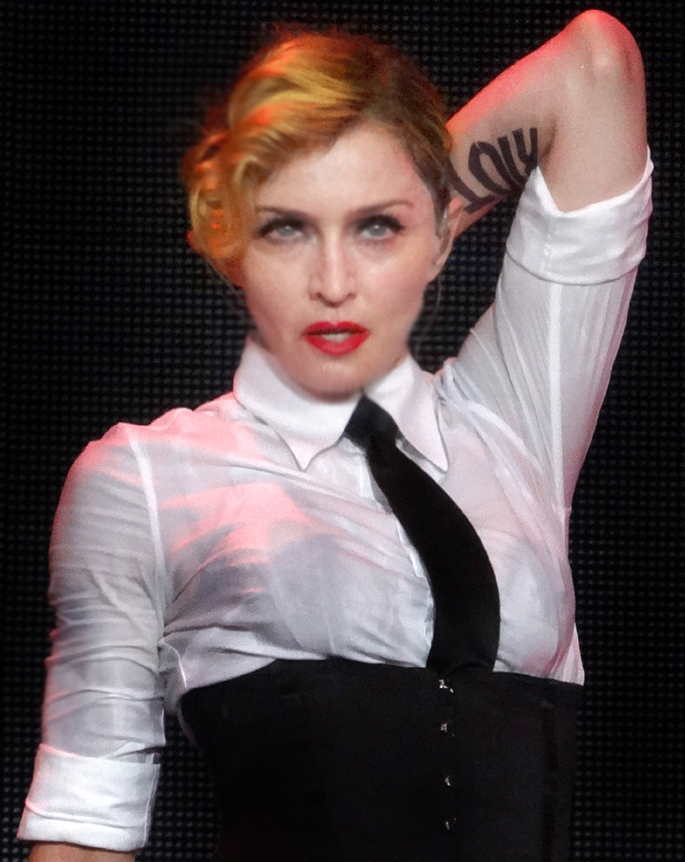
Madonna la Nisa în cadrul turneului MDNA din 2012

Madonna a interpretat „Like a Prayer” la concertul Hope for Haiti Now: A Global Benefit for Earthquake Relief în ianuarie 2010. În martie a lansat al treilea album live, Sticky & Sweet Tour. A fost prima lansare sub egida Live Nation, dar a fost distribuit de Warner Bros. Momentan regizează un nou film, W.E., despre o femeie care o consideră pe Wallis Simpson, liderul ei spiritual. Madonna a oferit serialului TV american Glee drepturile întregului ei catalog muzical, producătorii realizând un episod doar cu piesele acesteia. Madonna s-a declarat încântată de episod, numind-ul „briliant la fiecare nivel”, apreciind mesajul de egalitate și scenariul. Episodul a fost de asemenea primit cu recenzii pozitive de la critici: Ken Tucker de la Entertainment Weekly l-a numit „una din cele mai bune ore de televiziune pe care e posibil să le vezi tot anul”, explicând că episodul îi oferă Madonnei „cel mai mare compliment posibil”, deoarece, nu numai că exprimă admirație față de cântăreață, dar „demonstrează de ce Madonna contează”. Glee: The Music, The Power of Madonna, un EP conținând opt coveruri după Madonna, prezente în episod, a fost lansat în mai. EP-ul a debutat pe locul 1 în Billboard 200, cu 98,000 de exemplare vândute în Statele Unite. În august a lansat alături de fiica sa, Lourdes, o linie de haine, numite „Material Girl”, după hitul ei din 1985. În luna februarie a anului 2012 a fost invitatul muzical din timpul Super Bowl-ului, tot atunci lansând primul single de pe al 12-lea album solo, MDNA, intitulat „Give Me All Your Luvin'”, care a debutat în Billboard Hot 100 pe locul 13. Albumul a fost lansat în luna martie, timp în care a strâns 359.000 de copii în prima săptămână în SUA după lansare. Conform IFPI, MDNA a fost al doisprezecelea cel mai bine vândut album al anului 2012, cu 1,8 milioane de exemplare în întreaga lume. În mai 2012, Madonna a plecat în turneul MDNA, cu primul concert având loc în Israel, la Tel Aviv, care a continuat până în decembrie 2013 și care a primit recenzii pozitive din partea criticilor. În septembrie 2013, Madonna lansează filmul de 17 minute secretprojectrevolution.

### «Rebel Heart» (2014 - 2016)

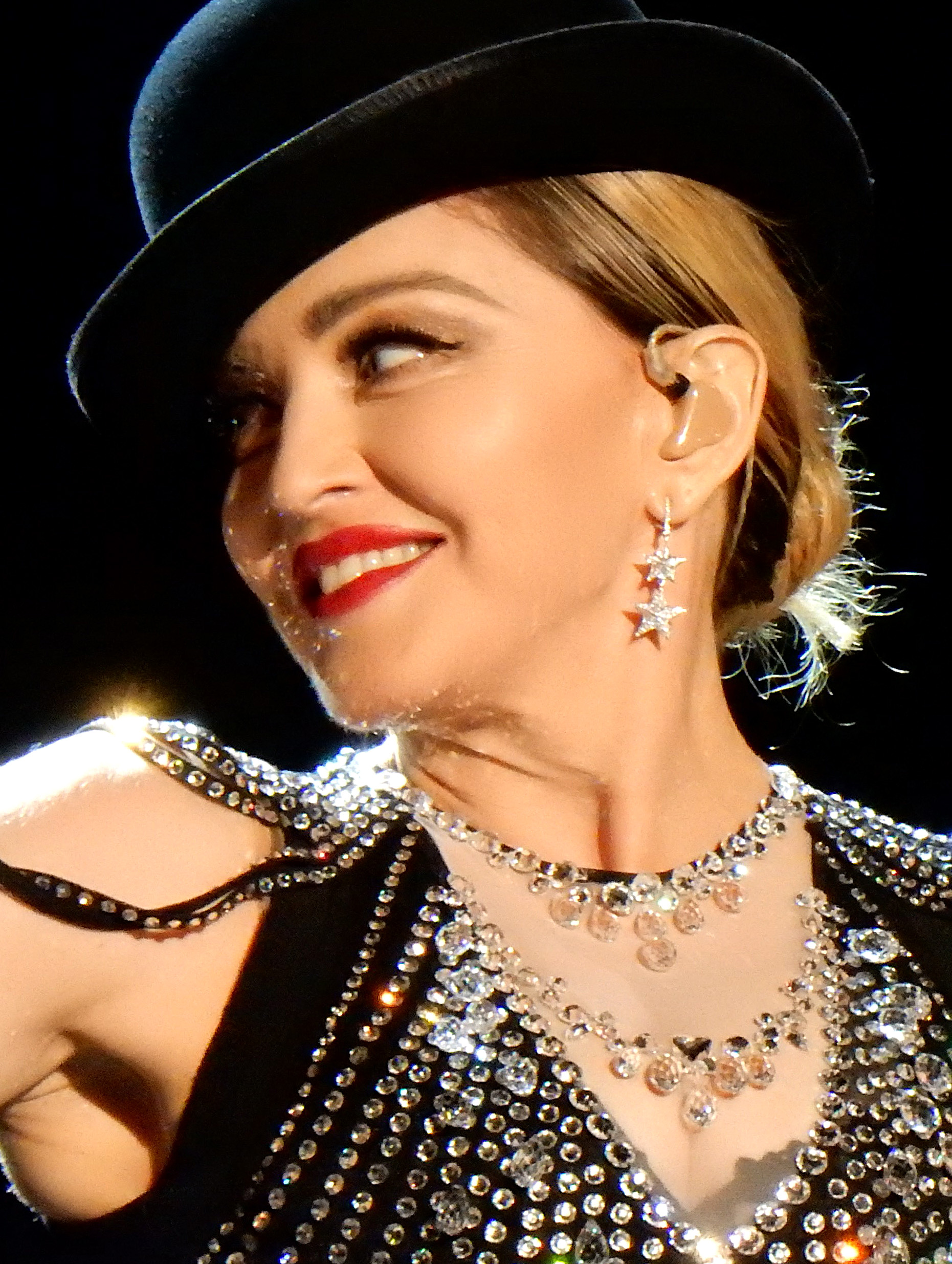
Madonna în timpul Rebel Heart Tour, 2016

Madonna a început să lucreze pentru cel de-al treisprezecelea ei material discografic, cu colaboratori precum Avicii, Diplo și Natalia Kills. În decembrie 2014, treisprezece materiale demo înregistrate pentru album au scăpat pe internet, inclusiv coperta care sugera faptul că albumul va fi numit Iconic. Pe data de 20 decembrie 2014 a fost lansat primul single, intitulat „Living for Love”, pentru a promova albumul despre care s-a anunțat mai târziu că va fi intitulat „Rebel Heart”. Albumul a fost lansat pe data de 6 martie 2015, iar șapte zile mai târziu a fost lansat cel de-al doilea single, „Ghosttown”. Rebel Heart a fost apreciat de către criticii de muzică și a debutat pe cele mai bune poziții în clasamentele din întreaga lume. Pe data de 15 iulie 2015 a fost lansat cel de-al treilea single „Bitch I'm Madonna”, o colaborare cu rapperița americană Nicki Minaj. Pe data de 9 septembrie 2015 Madonna a început turneul Rebel Heart Tour în susținerea albumului. Turneul s-a încheiat în martie 2016, cu Madonna susținând concerte în America de Nord, Europa și Asia, vizitând pentru prima dată după 23 de ani și Australia. Turneul a avut 82 de reprezentații, totalizând încasări de 169,8 milioane de dolari.
În octombrie 2016, Billboard a numit-o pe Madonna drept Femeia Anului 2016. În februarie 2017, Madonna a adoptat două surori din Malawi pe nume Estere și Stella, alături de care s-a mutat la Lisabona în vara anului 2017. În iulie a inaugurat Institutul pentru chirurgie pediatrică și îngrijire intensivă Mercy James din Malawi, spital construit cu fonduri venite de la organizația ei caritabilă Raising Malawi. În septembrie 2017 a lansat un album live după turneul Rebel Heart, și a câștigat premiul de cel mai bun videoclip pentru un artist din vest la cea de-a 32-a ediție a Premiilor Discul de Aur din Japonia.

### «Madame X» (2018-prezent)

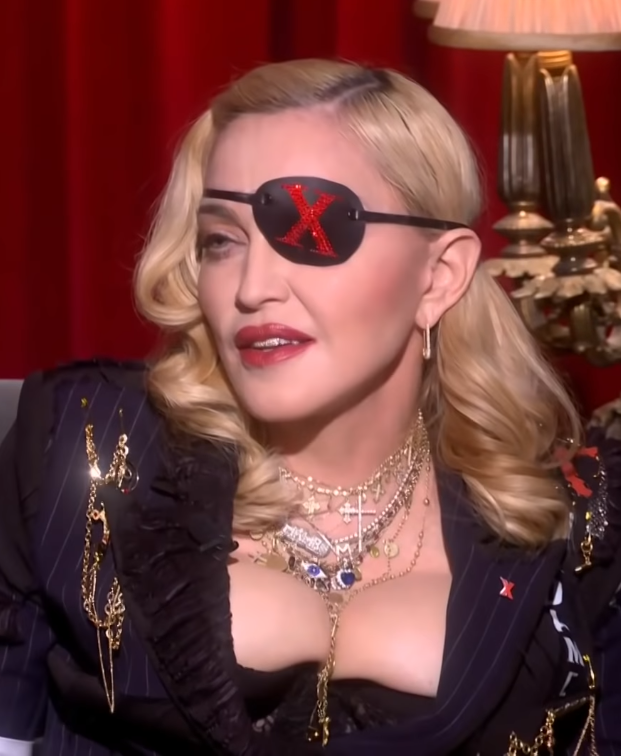
Madonna acordând un interviu postului de televiziune MTV în aprilie 2019

În ianuarie 2018, Madonna a anunțat pe Instagram că a început să lucreze la al paisprezecelea ei album de studio. Spre deosebire de celelalte albume precum Hard Candy, Ray of Light sau Rebel Heart, albumul Madame X conține melodii cu ritmuri sud-americane și portugheze, inspirate de muzica fado.  Peste patru luni a participat la Gala Met din 2018 și a interpretat o piesă nouă, intitulată „Beautiful Game”, dar și „Like a Prayer” și „Hallelujah” a lui Leonard Cohen. Printre proiectele sale viitoare se numără filmul MGM Taking Flight, al cărei regizoare va fi, bazat pe memoriile balerinei Michaela DePrince, dar și ecranizarea romanului The Impossible Lives of Greta Wells de Andrew Sean Greer. La MTV Video Music Awards, Madonna i-a adus un tribut cântăreței Aretha Franklin, care murise cu o săptămână în urmă. În octombrie, ea a colaborat cu rapperul Quavo la piesa Champagne Rosé de pe albumul său de debut în Statele Unite, Quavo Huncho.
La 4 ani de la Rebel Heart, pe 14 aprilie 2019, Madonna a dezvăluit numele celui de-al paisprezecelea album, Madame X. Prima melodie a albumului, la care a colaborat cu cântărețul columbian Maluma, se numește „Medellín” și a fost lansată pe 17 aprilie. Madonna a colaborat și la piesa Soltera de pe albumul 11:11 lansat de Maluma în 2019. A anunțat și turneul Madame X, care a debutat la începutul lunii octombrie pe teritoriul Statelor Unite ale Americii în locații din New York, Chicago și Los Angeles și începând din 2020 și pe continentul european, iar concertele se desfășoară în săli de spectacol, nu pe stadioane sau arene, așa cum era în trecut. În mai, Madonna a cântat piesele „Like a Prayer” și „Future” alături de rapperul Quavo, din postura de invitată la Concursul Muzical Eurovision 2019. Madame X a fost lansat pe 14 iunie și a debutat pe locul întâi în Billboard 200. La repetițiile pentru următorul concert ce a avut loc la New York, din cadrul turneului, Madonna a suferit o accidentare la genunchiul stâng, în urma căruia și-a anulat trei concerte.
Madonna și Missy Elliott au colaborat ca backing vocals cu Dua Lipa la remixul piesei Levitating, de pe albumul Club Future Nostalgia. În august 2020, Madonna a postat un videoclip cu ea pe Instagram în care discută idei de scenarii cu Diablo Cody. În luma mai a confirmat pe Instagram că va fi turnat un film despre viața ei, produs de Amy Pascal. În iunie 2021, Madonna l-a cooptat pe scenaristul Erin Wilson. Documentarul Madame X, care urmărește acțiuniel care au avut loc în timpul turneului cu același nume, a fost lansat pe Paramount+ în octombrie 2021. La împlinirea vârstei de 63 de ani, ea și-a anunțat oficial întoarcerea la Warner, într-un parteneriat prin care acorda casei de discuri drepturile tuturor materialelor discografice realizate de-a lungul vieții, printre care și ultimele trei albume lansate de Interscope. Pentru a comemora cea de-a 40-a aniversare a carierei de cântăreață, Madonna a relansat mai multe albume sub forma unor albume de remixuri, cu primul fiind Finally Enough Love: 50 Number Ones pe 24 iunie.

## Influențe
Madonna a enumerat originile ei catolice și italienești ca fiind influențe majore în carieră dar și în viață. De asemenea, a amintit și moartea prematură a mamei ei, lucru care a lăsat un gol în sufletul acesteia. Cu diferite ocazii, Madonna a amintit de aceste subiecte în versurile melodiilor sau în timpul concertelor.
Originea catolică a cântăreței și relația cu părinții au fost reflectate în albumul din 1989, Like a Prayer, care include melodii despre părinții ei și educația catolică. Videoclipul melodiei care dă nume albumului conține simboluri catolice, cum ar fi stigmata. Crucifixul a fost folosit și în timpul turneului Confessions, iscând o nouă controversă. „Promise to Try” povestește despre tristețea pierderii mamei, în timp ce „Oh Father” se referă la un tată strict care seamănă frică în copii săi. În The Virgin Tour, a purtat un rozariu la gât, iar în clipul pentru melodia „La Isla Bonita” Madonna se roagă având un rozariu în mână.
Moștenirea italienească a Madonnei a ocupat de asemenea un loc important. Clipul pentru „Like a Virgin” a fost filmat în Veneția, Italia. În videoclipul „Open Your Heart”, șeful acesteia strigă la ea în italiană, iar în videoclipul „Papa Don't Preach” Madonna poartă un tricou cu sloganul „Italians Do It Better” (Italienii o fac mai bine). Lansarea video a turneul „Who's That Girl Tour”, intitulat Ciao, Italia! - Live din Italia a fost filmat în mare parte în Torino. În timpul interpretării melodiei „Papa Don't Preach”, pe fundal a apărut o imagine a papei.

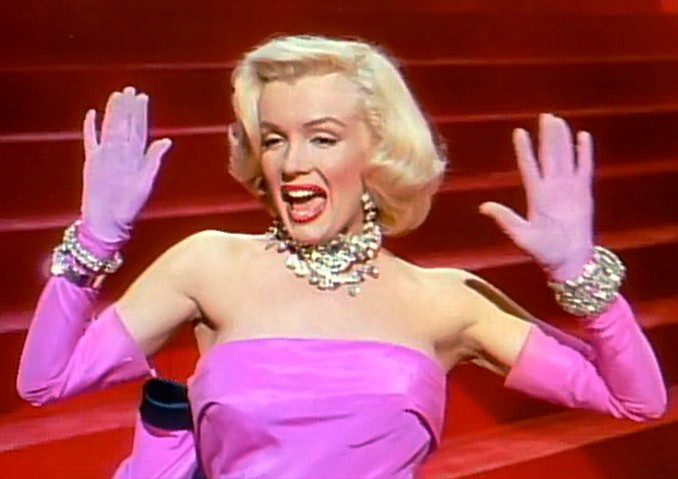
Marilyn Monroe (în imagine) a avut o influență profundă asupra Madonnei.

În 1985, Madonna a afirmat despre melodia „These Boots Are Made for Walkin” de Nancy Sinatra, că este prima melodie care i-a lăsat o impresie puternică și că fusese încântată de atitudinea interpretei. Ca tânără, a încercat să-și diversifice gusturile în literatură, artă și muzică, devenind astfel interesată de muzica clasică. Stilul ei preferat era cel baroc; i-a plăcut în special Chopin datorită „laturii sale feminine”. În 1999, într-un interviu cu Larry King, Madonna a spus despre Karen Carpenter, Debbie Harry și Chrissie Hynde că sunt cele care „au pavat” drumul pentru ea.
În timpul copilăriei, Madonna a devenit fascinată de filme și staruri: „Le iubeam pe Carole Lombard, Judy Holliday și Marilyn Monroe. Erau incredibil de amuzante... și mă regăseam în ele... cu inocența mea.” Videoclipul pentru melodia „Material Girl” a recreat momentul muzical a lui Marilyn Monroe, „Diamonds Are A Girl's Best Friends”, din filmul Gentlemen Prefer Blondes, iar când s-a pregătit pentru filmul Who's That Girl, a studiat multe comedii din anii '30, în special cele cu Lombard. Clipul „Express Yourself” înfățișa o femeie fatală și una androgină, fiind comparată cu Marlene Dietrich. Videoclipul pentru melodia „Vogue” a recreat stilul glamour al fotografilor de la Hollywood, în special Horst P. Horst, și imita atitudinea unor dive precum Marlene Dietrich, Carole Lombard și Rita Hayworth, în timp ce versurile melodiei includeau numele multor staruri de film, care o inspiraseră. Pe lângă aceștia, a fost menționată și Bette Davis, descrisă de Madonna ca fiind un idol pentru ea, alături de Louise Brooks și Dita Parlo. Dietrich a menționat de multe ori cât de vulgară o consideră pe Madonna, atât ca persoană cât și ca artistă.
Madonna a fost inspirată de asemenea și de picturile unor artiști precum: Frida Kahlo, Pablo Picasso, Salvador Dali și Man Ray.
Videoclipul pentru piesa „Hollywood” a fost un omagiu adus fotografului Guy Bourdin, ceea ce a dus la un proces din partea fiului acestuia datorită faptului că munca tatălui său fusese folosită fără permisiune.

## Viața privată

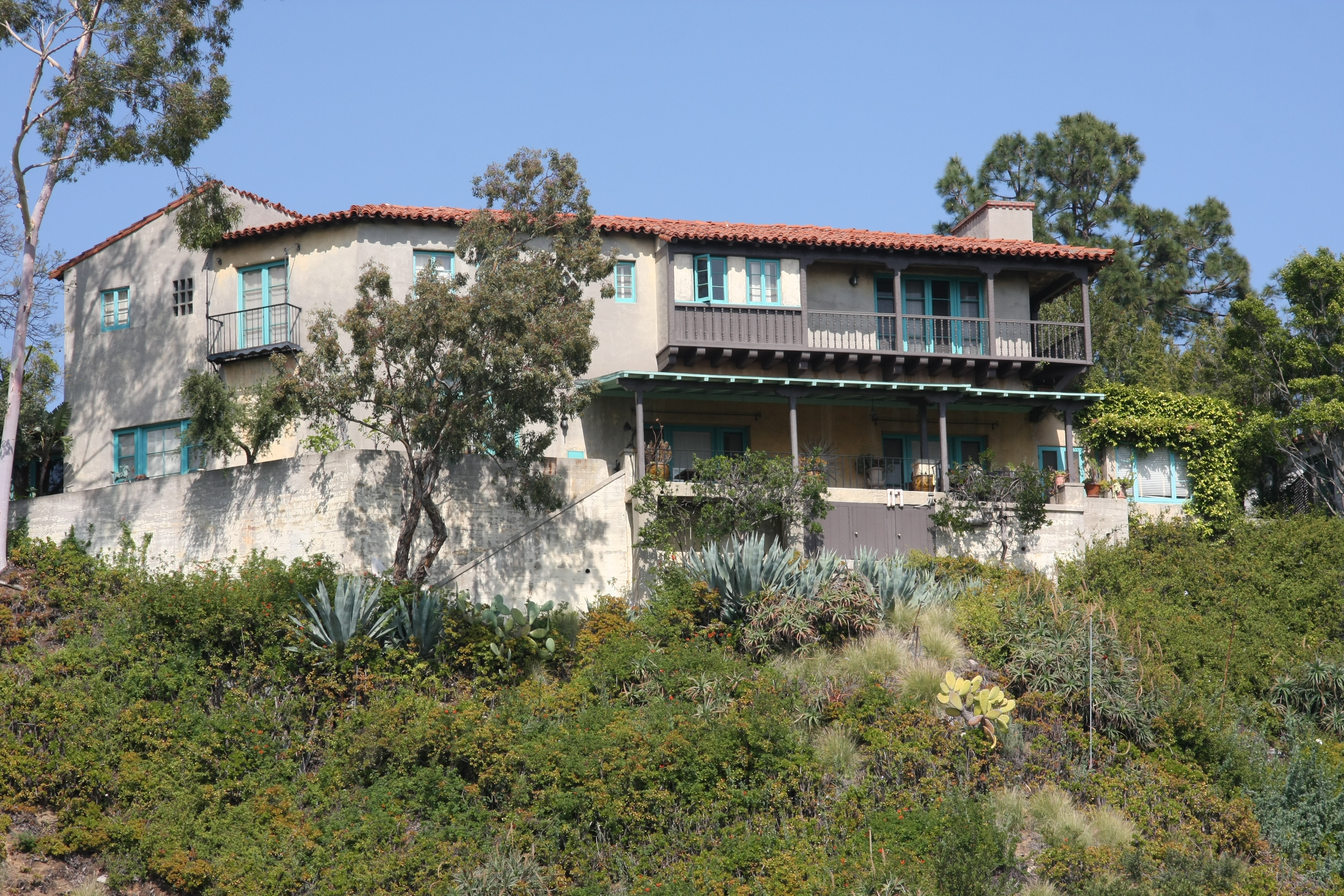
Reședința Madonnei din Hollywood Hills în 2012

Originea catolică nu a avut nicio influență asupra vieții amoroase a artistei. Aceasta a avut mai multe relații amoroase de scurtă durată, căsătorindu-se de două ori. Are patru copii, dintre care doi născuți în afara căsătoriei și doi adoptați din Malawi.
La sfârșitul anilor '70, începutul anilor '80, Madonna a fost iubita lui Dan Gilroy, cu care fondase trupa Breakfast Club. La începutul anilor 1980, Madonna a mai avut relații cu Stephen Bray (colaborator), Jean-Michel Basquiat (pictor), Mark Kamins (DJ) și Jellybean Benitez (muzician). În timpul filmărilor pentru videoclipul „Material Girl”, în 1985, Madonna a început o relație cu actorul Sean Penn, cu care s-a și căsătorit în același an. Cei doi s-au despărțit în 1988, în Ajunul Anului Nou, și au divorțat în septembrie 1989. Despre căsătoria cu Penn, Madonna a declarat pentru revista Tatler: „Eram complet obsedată de cariera mea și nu eram gata să fiu generoasă sub orice formă.” Timp de câteva luni a avut o relație și cu John Kennedy Jr.
Madonna a început o foarte mediatizată relație amoroasă cu actorul Warren Beatty, în timp ce lucrau la filmul Dick Tracy, în 1989. În ciuda zvonurilor care au circulat, despre presupusa lor logodnă în mai 1990, relația celor doi s-a terminat în vara aceluiași an. La sfârșitul anului 1990, în viața Madonnei își face apariția un nou iubit: modelul și actorul porno Tony Ward, care apăruse în clipurile acesteia, „Cherish” (1989) și „Justify My Love” (1990). Relația lor s-a terminat la începutul anului 1991. Următorul ei iubit a fost rapperul Vanilla Ice, pe care l-a inclus mai târziu în cartea ei, Sex. Relația lor a durat opt luni. Către mijlocul anilor '90, cântăreața a fost implicată într-o relație și cu baschetbalistul Dennis Rodman și rapperul 2 Pac.

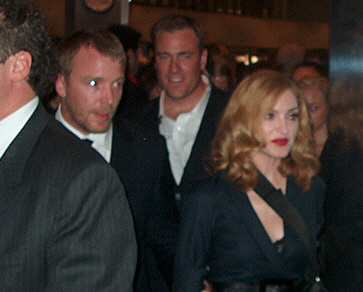
Madonna și al doilea ei soț, Guy Ritchie.

În septembrie 1994, în timp ce se plimba în Central Park, Madonna l-a întâlnit pe antrenorul de fitness Carlos Leon, care a devenit antrenorul ei personal și noul său iubit. Din relația cu acesta, pe 14 octombrie 1996, Madonna a dat naștere primului ei copil, Lourdes Maria Ciccone, în Los Angeles, California. Cuplul s-a despărțit în 1997. A urmat o relație a Madonnei cu Andy Bird, care a durat 18 luni. În 2001 Andy Bird a vândut povestea relației lor ziarelor de scandal.
În 1999 Sting i l-a prezentat Madonnei pe regizorul britanic Guy Ritchie. Între cei doi s-a înfiripat o relație, în urma căreia, pe 11 august 2000, s-a născut al doilea copil biologic al Madonnei, un băiat, Rocco John Ritchie. Pe 22 decembrie 2000, Madonna și Guy Ritchie s-au căsătorit, în Scoția. În 2006 au adoptat un băiețel orfan de mamă, originar din Malawi, David Banta. Madonna a intentat actele pentru divorț în octombrie 2008, citind „comportament irațional”. Pe 15 decembrie 2008, cuplul a stabilit partajul, Ritchie primind între 50 și 60 de milioane de lire sterline, sumă ce includea și valoarea casei lor de la țară din Anglia. Divorțul s-a pronunțat oficial vineri, 2 ianuarie 2009. În 2009, Madonna a început o relație cu un fotomodel cu 30 de ani mai tânar ca ea, Jesus Luz.
În timpul turneului Rebel Heart Madonna s-a judecat cu Ritchie cu privire la custodia fiului lor Rocco. Disputa a început când Rocco a decis să continue să trăiască în Anglia cu Ritchie după ce concertele din cadrul turneului din acea zonă au luat sfârșit, deși Madonna dorea ca el să se întoarcă cu ea. Audieri au avut loc la New York și Londra, și după mai multe deliberări, Madonna a decis să-și retragă cererea pentru custodie, alegând să discute personal despre Rocco cu Ritchie.

## Opinii politice

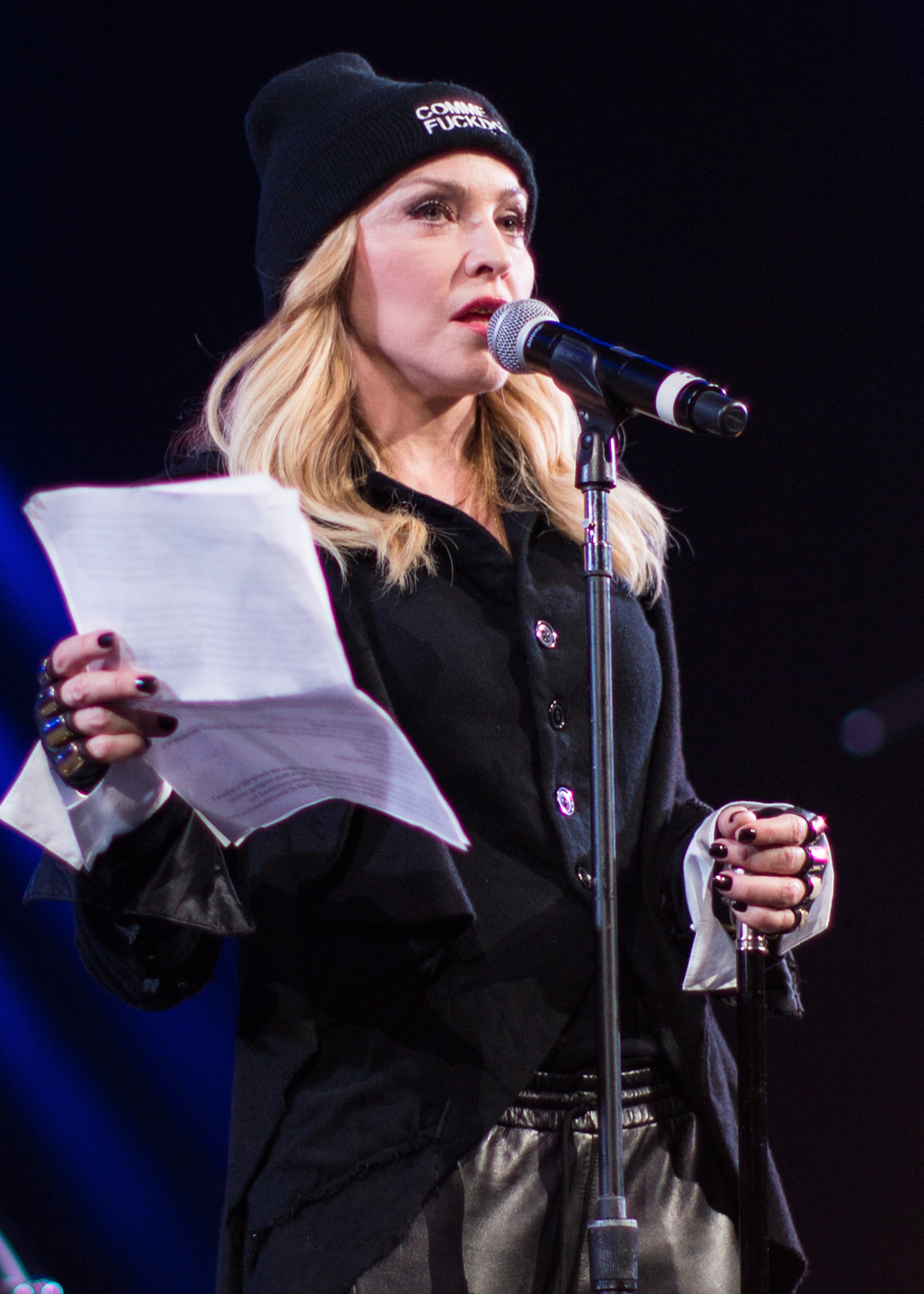
Madonna ținând un discurs în timpul concertului „Bringing Human Rights Home”, organizat pentru Amnesty International în februarie 2014.

Madonna și-a făcut publice preferințele politice în campaniile prezidențiale americane în repetate rânduri. În campania prezidențială din 2004, Madonna a fost împotriva alegerii lui George W. Bush ca președinte al Statelor Unite. Artista l-a sprijinit pe democratul Wesley Clark la alegerile prezidențiale din 2004, printr-o scrisoare adresată fanilor, în care spunea: „viitorul copiilor mei este în pericol”. În toamna anului 2006 Madonna și-a exprimat susținerea pentru Hillary Clinton la alegerile prezidențiale din 2008. În 2007, după ce a vizionat documentarul lui Al Gore despre încălzirea globală, a declarat că l-ar susține pe acesta, dacă s-ar decide să candideze pentru alegerile din 2008.
În noiembrie 2016, Madonna a făcut campanie pentru Hillary Clinton în cadrul alegerilor prezidențiale, susținând un concert stradal improvizat la Washington Square Park.

## Controverse
Prima apariție șocantă a artistei într-un spectacol a avut loc la premiile MTV Video Music Awards din 1984, unde a interpretat melodia „Like a Virgin”. Madonna a apărut îmbrăcată într-o rochie de mireasă, purtând o curea cu însemnul „Boy Toy”. Interpretarea acesteia a avut o coregrafie provocatoare, ea făcând câteva mișcări sexuale sugestive și ridicându-și rochia, până la punctul în care i s-a văzut jartiera. Cu toate că publicul a fost șocat, după această întâmplare popularitatea cântăreței a crescut și mai mult.
În 1985, Madonna a atras din nou atenția, de această dată fără să vrea. În luna iulie a acelui an, Playboy și Penthouse au publicat un număr de poze alb-negru nud, făcute Madonnei la sfârșitul anilor '70. Artista a intentat un proces, pe care l-a pierdut. Madonna a făcut o aluzie la această întâmplare, pe scenă, în timpul concertului de caritate Live Aid, spunând că nu își dă geaca jos, în ciuda căldurii, pentru că „s-ar putea să-mi facă rău peste zece ani”.
În 1986, al doilea single de pe albumul True Blue, „Papa Don't Preach” a provocat controverse datorită temei: o tânără adolescentă care rămâne însărcinată și decide să nu avorteze copilul. Cu toate că mulți au susținut-o pe artistă, alții au criticat-o, considerând că interpreta promovează sarcinile adolescentine.
În 1989, Madonna lansează un nou album, Like a Prayer, care primește recenzii pozitive de la critici, însă videoclipul cu același nume provoacă polemici aprinse, datorită faptului că artista apare având o relație amoroasă cu un sfânt de culoare și sunt incendiate mai multe cruci. Tot în 1989, cântăreața încheie un contract cu Pepsi, devenind imaginea companiei. Reclama conținea imagini cu Madonna dansând, precum și imagini care reprezentau copilăria ei, pe fundal auzindu-se noua ei piesa, „Like a Prayer”. Când videoclipul melodiei a fost lansat, criticile asupra acestuia s-au îndreptat și către spotul publicitar, cu toate că reclama nu avea nimic controversat. Spotul a fost retras de către companie, însa Madonna și-a păstrat cele 5 milioane de dolari, din moment ce își respectase partea sa de contract.
Cântăreața a continuat să aibă apariții șocante pe scenă, de această dată în 1990, în timpul turneului Blond Ambition, când, în timpul interpretării melodiei „Like a Virgin”, a simulat masturbarea, lucru care aproape a dus la arestarea sa în timpul unui spectacol, în Canada.

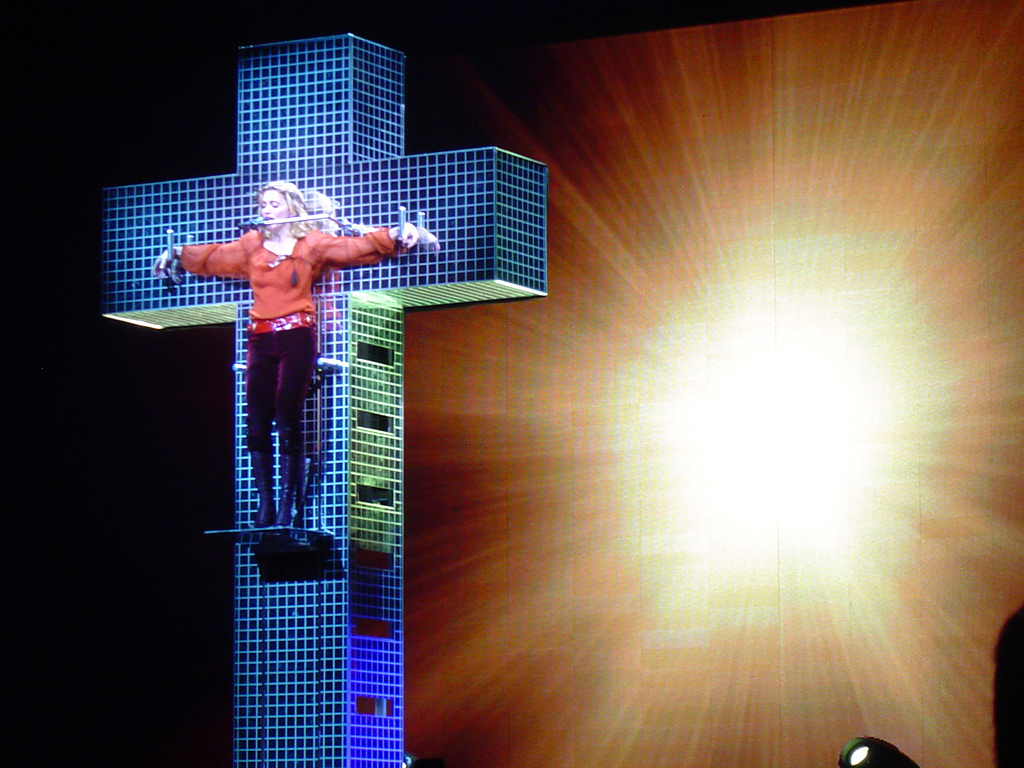
Madonna în timpul turneului Confessions interpretând „Live to Tell”.

Perioada 1991-1993 a fost o perioadă încărcată în cariera Madonnei, cu filme, videoclipuri și versuri cu conținut sexual explicit. Două videoclipuri din acei ani au atras atenția datorită conținutului sexual foarte explicit: „Justify My Love” și „Erotica”. Videoclipul „Justify My Love” conține scene de nuditate frontală parțială, și de homosexualitate sau sadomasochism. Clipul a fost interzis pe mai multe canale de televiziune, inclusiv MTV. Videoclipul pentru „Erotica” a iscat și el multe controverse, fiind difuzat de MTV numai de trei ori, după ora 12 noaptea. Clipul are două variante: cea standard, difuzată în Statele Unite și a doua (lansată numai în Europa și Australia) care conține mai multă nuditate, inclusiv imagini cu artistă dezgolindu-și sânii. Alt clip din această perioadă, care a atras atenția, a fost cel pentru „Bad Girl”, datorită scenei în care Madonna era găsită ștrangulată. Artista s-a „cumințit” în cele din urmă, însă în 2001/2002 a introdus imagini violente în clipurile „What It Feels Like for a Girl” și „Die Another Day”.
În 2003 videoclipul „American Life” a atras atenția datorită puternicului mesaj împotriva războiului din Irak. Tot în 2003, la sărbătorirea a 20 de ani de premii MTV VMA, artista a interpretat live un medley între melodiile „Hollywood” și „Like a Virgin”, alături de Christina Aguilera și Britney Spears, la mijlocul melodiei sărutându-le pe gură pe cele două.
După ce dăduse semne că se liniștise, în 2006 Madonna a agitat din nou spiritele, de această dată întorcându-se la controversele religioase; în turneului mondial Confessions, în timpul interpretării melodiei „Live to Tell” Madonna a fost „crucificată” pe o cruce gigantică. Biserica ortodoxă și cea catolică au condamnat-o pentru blasfemie, și au cerut ca spectacolele ei sa fie anulate în țări precum Italia sau Rusia.
În 2008, turneul Sticky & Sweet a stârnit controverse puternice datorită faptului că în timpul interludiului video „Get Stupid”, imaginea candidatului la președinția Statelor Unite John McCain, a fost folosită alături de cea a lui Hitler și Mugabe, iar cea a contra-candidatului său, Barack Obama alături de cea a Maicii Tereza, Gandhi și John Lennon. Un alt moment care a atras atenția a fost când interpreta a dedicat melodia „Like a Virgin” papei Benedict al XVI-lea.

## Turnee

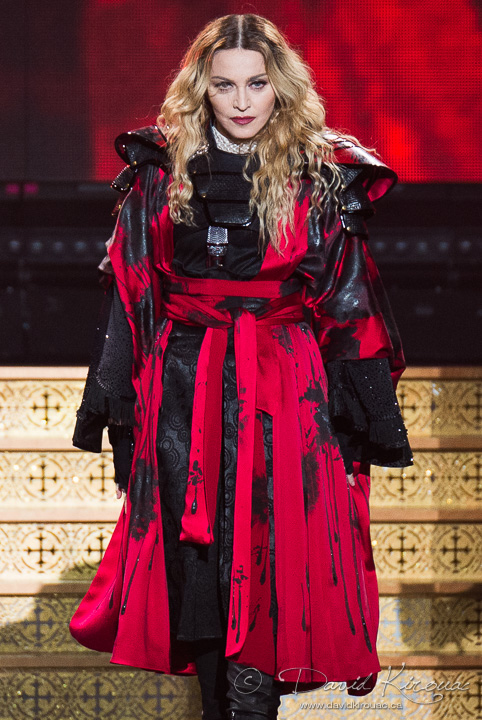
Madonna în timpul turneului Rebel Heart din 2015

- The Virgin Tour (1985) a fost primul turneu al artistei. Acesta a vizitat marile orașe din Statele Unite și Canada. În turneu au fost interpretate 13 melodii, de pe albumele Madonna și Like a Virgin. Deși criticii au fost ostili, toate cele 17.162 bilete pentru cele trei spectacole de la „Radio City Music Hall” din New York s-au vândut într-un record de 34 de minute. The Beastie Boys au cântat în deschiderea spectacolelor. Turneul a adunat 17,8 milioane de dolari.
- Who's That Girl Tour (1987) a fost primul ei turneu mondial. Acesta a inclus orașe din Japonia, America de Nord și Europa. La acea vreme, acesta stabilise două recorduri: turneul cu cele mai mari încasări din toate timpurile, dar și cea mai rapidă vânzare de bilete (144.000 bilete în 18 ore și 9 minute).
- Blond Ambition Tour (1990) a fost al doilea turneu mondial al artistei. A fost unul controversat datorită juxtapunerii dintre catolicism și sexualitate. Printre momentele memorabile din turneu se numără faimosul sutien cu conuri și coreografia pentru melodia Like a Virgin. Acesta a fost numit de revista „Rolling Stone” cel mai bun turneu al anilor ’90.
- The Girlie Show (1993), al treilea turneu mondial al artistei, a vizitat pe lângă Europa, America de Nord și Japonia, Australia, Israel, Turcia, și America de Sud. Acest turneu a avut rolul de a promova controversatul album Erotica. În ciuda insuccesului albumului, turneul a fost un mare succes, strângând 60,3 milioane de dolari, și primind o nominalizare la premiile Grammy pentru „Best Long Form Music Video”.
- Drowned World Tour (2001) a însemnat reîntoarcerea cântăreței la turnee, după ce luase o pauză de opt ani. A fost unul din cele mai de succes turnee din acel an, cu toate că acesta a vizat numai orașe din Statele Unite și Europa. Melodiile incluse au fost cele de pe albumele Music, Ray of Light și Bedtime Stories plus două melodii din anii ’80, „Holiday” și „La Isla Bonita”.
- Re-Invention Tour (2004) a fost al cincilea turneu mondial și al șaselea per total al Madonnei. Acesta a devenit turneul cu cele mai mari încasări din 2004. Dintre toate turneele cântăreței, acesta este cel mai reprezentativ, fiind incluse în spectacol cel puțin un cântec de pe fiecare album.
- Confessions Tour (2006) a debutat pe 21 mai 2006 și s-a încheiat pe 21 septembrie, în același an. Turneul a devenit cel mai bine vândut turneu al unei artiste, record deținut înainte de Cher. Acesta a câștigat un premiu Grammy pentru „Best Long Form Music Video”.
- Sticky & Sweet Tour (2008) este al optulea turneu al cântăreței. Acesta a vizitat Europa și Americile. Turneul promovează albumul Hard Candy. A devenit cel mai de succes turneu al unui artist solo.[369]
- The MDNA Tour (2012) este al nouălea turneu al cântăreței. A început pe 31 mai 2012 și s-a încheiat pe 22 decembrie, în același an.
- Rebel Heart Tour (2015) este al zecelea turneu al cântăreței. A început pe 9 septembrie 2015 și s-a încheiat pe 20 martie 2016, având încasări de 169,8 milioane de dolari din 1.045.479 de bilete.[370]
- Madame X Tour (2019) este al unsprezecelea turneu al cântăreței. A început pe 17 septembrie 2019 și s-a încheiat pe 11 martie 2020.[371]
[372]

### Madonna în România

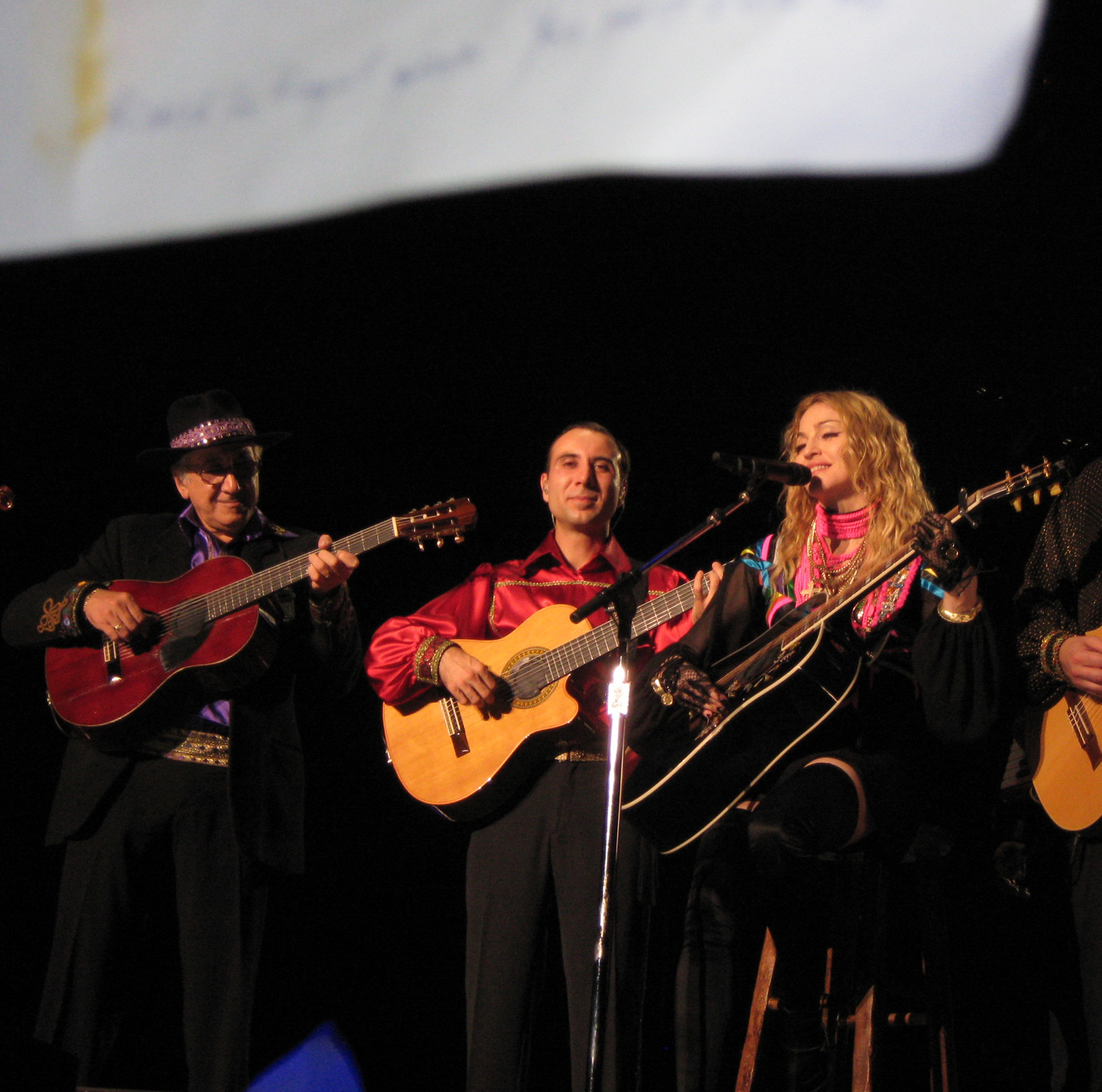
Madonna a vizitat România pentru prima dată în 2009, în timpul celei de-a doua părți a turneului Sticky & Sweet. În imagine, aceasta interpretează „You Must Love Me”, cântecul câștigător al unui premiu Oscar, alături de formația de rromi care au acompaniat-o de-a lungul turneului.

Deși apăruseră încă din 2006 zvonuri că Madonna va veni în România cu turneul Confessions, acestea s-au dovedit într-un final a fi false. Pe 30 ianuarie 2009, pe site-ul oficial al Madonnei a apărut o știre conform căreia cântăreața avea să continue turneul Sticky & Sweet cu mai multe date în Europa, printre țările menționate fiind și România. La scurt timp a apărut și programul turneului, România și Serbia nefiind incluse însă aici, mulți crezând că artista și-a anulat cele două concerte, posibil din cauza lipsei unei arene destul de mari. Totuși, pe 19 februarie, site-ul oficial al cântăreței a confirmat sosirea acesteia în România. Locul concertului a fost stabilit în parcul Izvor, pe data de 26 august 2009, venirea Madonnei în România fiind sponsorizată de compania Vodafone.Clienții acesteia au putut cumpăra bilete de pe 23 februarie, devenind disponibile publicului larg pe data de 3 martie. La numai două zile de la punerea acestora în vânzare, peste trei sferturi au fost rezervate, site-ul MyTicket.ro numărând peste 70.000 de vizitatori unici interesați de concertul artistei. Potrivit Vodafone, pentru acest concert s-au înregistrat cea mai mare cerere de bilete și, totodată, cea mai rapidă vânzare, în comparație cu orice alt spectacol organizat până acum în România. Încă din prima zi, biletele din zona Gazon A s-au epuizat, organizatorii fiind nevoiți să suplimenteze numărul acestora. La doar două luni de la punerea în vânzare a biletelor, mai rămăseseră mai puțin de 20% din bilete disponibile, conform Emagic. Cu o lună înainte de spectacol, mai rămăseseră 500 de bilete și 20 de pachete Gold disponibile spre vânzare.
Conform unor surse, Madonna a cerut 2 milioane de euro pentru concertul din România.
Solista a sosit în România pe 25 august. Concertul s-a desfășurat conform planului cu toate că o întâmplare a atras atenția presei internaționale: înainte de piesa „You Must Love Me”, Madonna a atras atenția asupra discriminării romilor în Europa de Est, ceea ce i-a făcut pe mulți să o huiduie. În semn de mulțumire pentru mesajul adresat rromilor, solista a primit în acel an de la Florin Cioabă, regele rromilor din România, o diplomă de aur, lucrată manual de un bijutier din Italia.

## Videografie
Madonna a lucrat cu mulți regizori de succes și a produs videoclipuri care sunt considerate de unii ca fiind artistice. Videoclipurile ei conțin referiri la sarcinile adolescentine („Papa Don't Preach”), rasism („Like a Prayer”), religie („La Isla Bonita”), sex („Justify My Love”), violență („Die Another Day”), politică („American Life”), dans („Lucky Star”) și cluburi („Music”). Clipul filmat pentru „Bedtime Story” a fost achiziționat de Muzeul de Arte Moderne din New York.

## Discografie
| Albume de studio - Madonna (1983) - Like a Virgin (1984) - True Blue (1986) - Like a Prayer (1989) - Erotica (1992) - Bedtime Stories (1994) - Ray of Light (1998) - Music (2000) - American Life (2003) - Confessions on a Dance Floor (2005) - Hard Candy (2008) - MDNA (2012) - Rebel Heart (2015) - Madame X (2019) Compilații - You Can Dance (1987) - The Immaculate Collection (1990) - The Holiday Collection (1991) - Something to Remember (1995) - GHV2 (2001) - Remixed & Revisited (2003) - Celebration (2009) | Coloane sonore - Who's That Girl (1987) - I'm Breathless (1990) - Evita (1996) | Albume live - I'm Going To Tell You A Secret (2006) - The Confessions Tour (2007) - Sticky & Sweet Tour (2010) - MDNA World Tour (2013) - Rebel Heart Tour (2017) |

### Discuri single notabile
| - "Holiday" (1983) - "Borderline" (1984) - "Like a Virgin" (1984) - "Material Girl" (1985) - "Crazy for You" (1985) - "Into the Groove" (1985) - "Live to Tell" (1986) - "Papa Don't Preach" (1986) - "La Isla Bonita" (1987) - "Who's That Girl" (1987) - "Like a Prayer" (1989) - "Express Yourself" (1989) | - "Vogue" (1990) - "Justify My Love" (1990) - "Erotica" (1992) - "Deeper and Deeper" (1992) - "I'll Remember" (1994) - "Secret" (1994) - "Take a Bow" (1994) - "You'll See" (1995) - "Don't Cry For Me Argentina" (1996) - "Frozen" (1998) - "Ray of Light" (1998) - "Beautiful Stranger" (1999) | - "American Pie" (2000) - "Music" (2000) - "Don't Tell Me" (2000) - "Die Another Day" (2002) - "American Life" (2003) - "Hollywood" (2003) - "Hung Up" (2005) - "Sorry" (2006) - "4 Minutes" cu Justin Timberlake & Timbaland (2008) - "Give It 2 Me" (2008) - "Celebration" (2009) | - "Give Me All Your Luvin'" cu Nicki Minaj & M.I.A. (2012) - "Girl Gone Wild" (2012) - "Living for Love" (2015) - "Ghosttown" (2015) - "Bitch I'm Madonna" cu Nicki Minaj (2015) - "Medellin" cu Maluma (2019) |

## Premii și nominalizări
Madonna a stabilit un record la premiile MTV Video Music Awards, câștigând 20 de premii și 67 de nominalizări, mai multe decât oricare alt artist.

### Premii pentru cariera în muzică
| Anul | Premiile               | Premiul                                                   | Piesa                                |
| ---- | ---------------------- | --------------------------------------------------------- | ------------------------------------ |
| 1992 | Premiile Grammy        | Cel mai bun videoclip muzical de lung metraj              | Live! - Blond Ambition World Tour 90 |
| 1999 | Premiile Grammy        | Cel mai bun videoclip muzical de scurt metraj             | „Ray of Light”                       |
| 1999 | Premiile Grammy        | Cel mai bun album pop vocal                               | Ray of Light                         |
| 1999 | Premiile Grammy        | Cea mai bună înregistrare dance                           | „Ray of Light”                       |
| 2000 | Premiile Grammy        | Cel mai bun cântec scris pentru un film sau o televiziune | „Beautiful Stranger”                 |
| 2007 | Premiile Grammy        | Cel mai bun album dance/electronic                        | Confessions on a Dance Floor         |
| 2008 | Premiile Grammy        | Cel mai bun videoclip muzical de lung metraj              | The Confessions Tour                 |
| 1987 | MTV Video Music Awards | Cel mai bun videoclip al unei artiste                     | „Papa Don't Preach”                  |
| 1989 | MTV Video Music Awards | Alegerea spectatorilor                                    | „Like a Prayer”                      |
| 1995 | MTV Video Music Awards | Cel mai bun videoclip al unei artiste                     | „Take a Bow”                         |
| 1998 | MTV Video Music Awards | Videoclipul anului                                        | „Ray of Light”                       |
| 1998 | MTV Video Music Awards | Cel mai bun videoclip al unei artiste                     | „Ray of Light”                       |
| 1991 | Premiile Oscar         | Premiul Oscar pentru cel mai bun cântec original1         | „Sooner or Later”                    |
| 1997 | Premiile Oscar         | Premiul Oscar pentru cel mai bun cântec original1         | „You Must Love Me”                   |

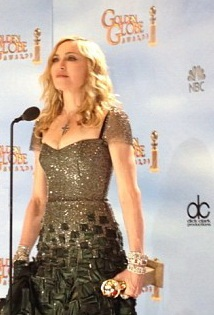
Madonna primind Premiul Globul de Aur pentru cea mai bună melodie originală pentru „Masterpiece” în 2012.

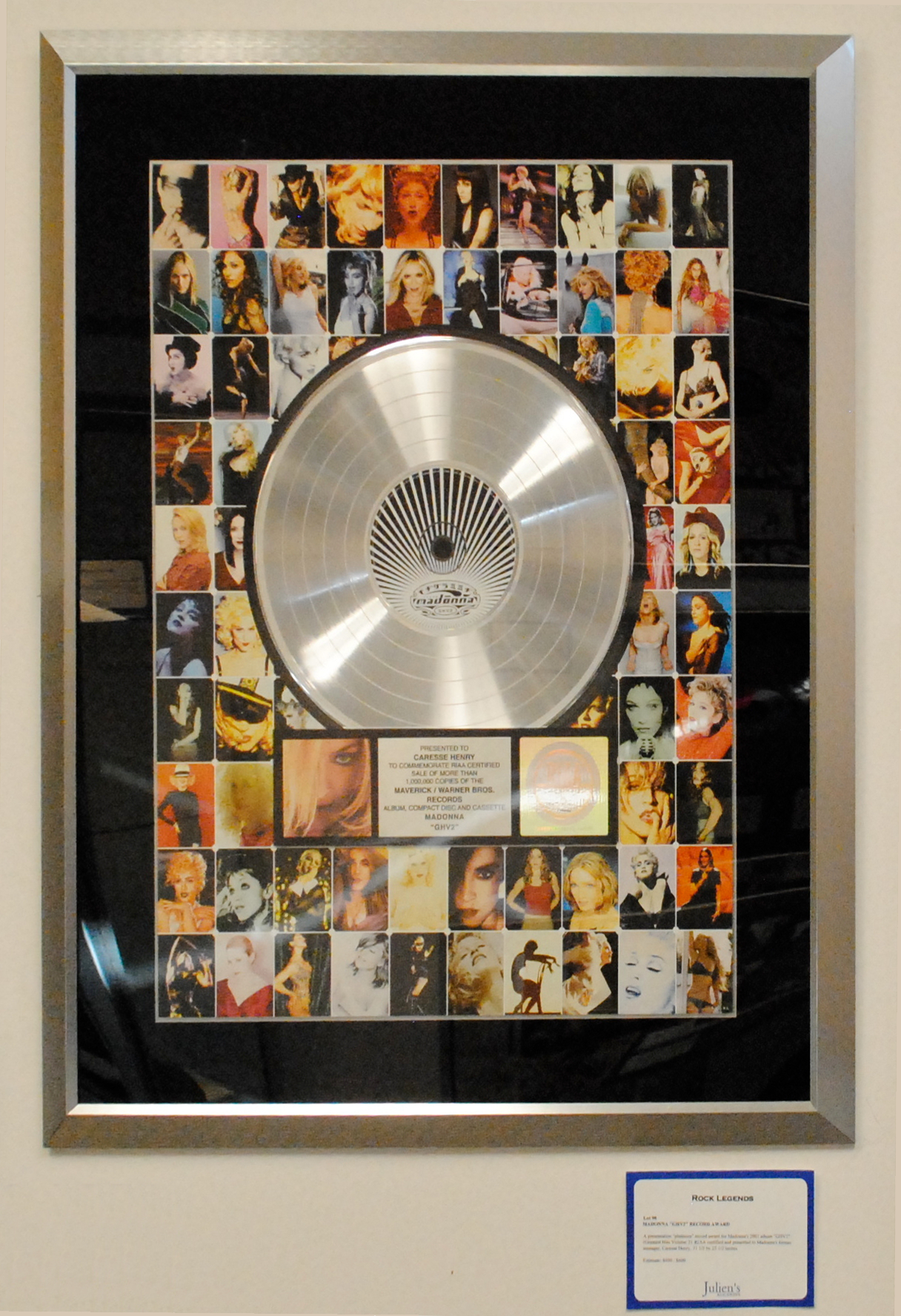
Discul de platină primit de Madonna pentru compilația GHV2

1 Premiile nu au fost înmânate Madonnei ci compozitorilor pieselor.

### Premiile Grammy
| An   | Categoria                                             | Album/Piesă/Videoclip              | Câștigat | Nominalizat |
| ---- | ----------------------------------------------------- | ---------------------------------- | -------- | ----------- |
| 1986 | Cea mai bună interpretare feminină pop vocală         | „Crazy For You”                    |          |             |
| 1987 | Cea mai bună interpretare feminină pop vocală         | „Papa Don't Preach”                |          |             |
| 1988 | Cel mai bun cântec compus pentru film sau televiziune | „Who's That Girl?”                 |          |             |
| 1990 | Best engineered album, non-classical                  | Like a Prayer                      |          |             |
| 1991 | Cel mai bun videoclip muzical de scurt metraj         | „Oh Father”                        |          |             |
| 1992 | Cel mai bun videoclip muzical de lung metraj          | Madonna: Blond Ambition Tour Live  |          |             |
| 1994 | Cel mai bun videoclip muzical de lung metraj          | The Girlie Show: Live Down Under   |          |             |
| 1994 | Cel mai bun cântec compus pentru film sau televiziune | „I'll Remember”                    |          |             |
| 1995 | Cel mai bun album pop vocal                           | Bedtime Stories                    |          |             |
| 1999 | Albumul anului                                        | Ray of Light                       |          |             |
| 1999 | Cel mai bun album pop vocal                           | Ray of Light                       |          |             |
| 1999 | Best recording package                                | Ray of Light                       |          |             |
| 1999 | Înregistrarea anului                                  | „Ray of Light”                     |          |             |
| 1999 | Cea mai bună înregistrare dance                       | „Ray of Light”                     |          |             |
| 1999 | Cel mai bun videoclip muzical de scurt metraj         | „Ray of Light”                     |          |             |
| 2000 | Cel mai bun cântec compus pentru film sau televiziune | „Beautiful Stranger”               |          |             |
| 2000 | Cea mai bună interpretare feminină pop vocală         | „Beautiful Stranger”               |          |             |
| 2001 | Cel mai bun album pop vocal                           | Music                              |          |             |
| 2001 | Best recording package                                | Music                              |          |             |
| 2001 | Înregistrarea anului                                  | „Music”                            |          |             |
| 2001 | Cea mai bună interpretare feminină pop vocală         | „Music”                            |          |             |
| 2002 | Cel mai bun videoclip muzical de scurt metraj         | „Don't Tell Me”                    |          |             |
| 2003 | Cea mai bună înregistrare dance                       | „Die Another Day”                  |          |             |
| 2003 | Cel mai bun videoclip muzical de scurt metraj         | „Die Another Day”                  |          |             |
| 2007 | Cel mai bun album electronic/dance                    | Confessions on a Dance Floor       |          |             |
| 2007 | Cea mai bună înregistrare dance                       | „Get Together”                     |          |             |
| 2007 | Cel mai bun videoclip muzical de lung metraj          | I'm Going to Tell You a Secret     |          |             |
| 2008 | Cel mai bun videoclip muzical de lung metraj          | The Confessions Tour               |          |             |
| 2009 | Cea mai bună colaborare pop vocală                    | „4 Minutes” (cu Justin Timberlake) |          |             |
| 2009 | Cea mai bună înregistrare remixată                    | „4 Minutes” (cu Justin Timberlake) |          |             |
| 2009 | Cea mai bună înregistrare dance                       | „Give It 2 Me”                     |          |             |
| 2010 | Cea mai bună înregistrare dance                       | „Celebration”                      |          |             |
| 2011 | Cea mai bună înregistrare remixată                    | „Revolver”                         |          |             |

### Premii pentru cariera în cinematografie
| Anul | Premiile               | Premiul                                    | Filmul                |
| ---- | ---------------------- | ------------------------------------------ | --------------------- |
| 1997 | Premiile Globul de Aur | Cea mai bună actriță - muzical sau comedie | Evita                 |
| 1986 | Zmeura de Aur          | Cea mai proastă actriță                    | Shanghai Surprise     |
| 1987 | Zmeura de Aur          | Cea mai proastă actriță                    | Who's That Girl       |
| 1993 | Zmeura de Aur          | Cea mai proastă actriță                    | Body of Evidence      |
| 2000 | Zmeura de Aur          | Cea mai proastă actriță                    | Ce e mai bun în viață |
| 2002 | Zmeura de Aur          | Cea mai proastă actriță                    | Naufragiați           |

## Filmografie
Aceasta este o listă a filmelor în care Madonna a apărut, ordonată cronologic.
| An   | Titlu                                                      | Personaj                | Studioul de filmări                        |
| ---- | ---------------------------------------------------------- | ----------------------- | ------------------------------------------ |
| 1985 | A Certain Sacrifice                                        | Bruna                   | Independent                                |
| 1985 | Nebun după tine aka Crazy For You                          | Cântăreață              | Warner Bros. Pictures                      |
| 1985 | Căutând-o pe Susan                                         | Susan                   | Orion Pictures                             |
| 1986 | Shanghai Surprise                                          | Gloria Tatlock          | HandMade Films                             |
| 1987 | Who's That Girl                                            | Nikki Finn              | Warner Bros. Pictures                      |
| 1989 | Bloodhounds of Broadway                                    | Hortense Hathaway       | Columbia Pictures/American Playhouse       |
| 1990 | Dick Tracy                                                 | Breathless Mahoney      | Touchstone Pictures/Disney/Buena Vista     |
| 1991 | În pat cu Madonna                                          | Ea însăși               | Miramax Films/Dino de Laurentiis           |
| 1992 | Umbre și ceață                                             | Marie                   | Orion Pictures                             |
| 1992 | Liga feminină de baseball                                  | Mae Mordabito           | Columbia Pictures                          |
| 1993 | Body of Evidence                                           | Rebecca Carlson         | MGM Pictures/Dino de Laurentiis            |
| 1993 | Dangerous Game aka Snake Eyes                              | Sarah Jennings          | Cecchi Gori/Maverick Films                 |
| 1995 | Babilon în Brooklin (Blue in the Face sau Brooklyn Boogie) | Singing Telegram        | Miramax Films/Buena Vista                  |
| 1995 | Four Rooms                                                 | Elspeth                 | Miramax Films/Buena Vista                  |
| 1996 | Girl 6                                                     | Boss #3                 | 20th Century Fox                           |
| 1996 | Evita                                                      | Eva Perón               | Hollywood Pictures/Cinergi Pictures        |
| 2000 | Ce e mai bun în viață                                      | Abbie Reynolds          | Lakeshore Entertainment/Paramount Pictures |
| 2002 | Naufragiați                                                | Amber Leighton          | Screen Gems/Columbia Pictures              |
| 2002 | 007 - Să nu mori azi                                       | Verity                  | MGM Pictures/Danjaq Inc.                   |
| 2005 | I'm Going to Tell You a Secret                             | Ea însăși               | Maverick Films/RiverRoad/Lucky Lou         |
| 2006 | Arthur și invizibilii                                      | Prințesa Selenia (voce) | EuropaCorp/The Weinstein Company           |
| 2008 | I Am Because We Are                                        | Ea însăși               | Semtex Films                               |
| 2021 | Madame X                                                   | Ea însăși               | Paramount+                                 |

### Teatru
| An   | Numele           | Regie            | Rol             | Teatre                                                      |
| ---- | ---------------- | ---------------- | --------------- | ----------------------------------------------------------- |
| 1986 | Goose and TomTom | Gregory Mosher   | Lorraine        | Mitzi Newhouse Theatre, Off-Broadway, New York cu Sean Penn |
| 1988 | Speed the Plow   | Gregory Mosher   | Secretara Karen | Royale Theatre, Broadway, New York                          |
| 2002 | Up for Grabs     | Laurence Boswell | Loren           | Wyndham's Theatre, Londra/ West End                         |